# Harry Potter
Vous lisez un « bon article » labellisé en 2017.
Pour les articles homonymes, voir Harry Potter (homonymie).
Cet article concerne la série littéraire. Pour le personnage, voir Harry Potter (personnage). Pour les films, voir Harry Potter (série de films). Pour la série télévisée, voir Harry Potter (série télévisée).
Harry Potter [ʔaʁi pɔtœʁ] (en anglais : [ˈhæɹi ˈpɒtə]) est une série littéraire de low fantasy écrite par l'auteure britannique J. K. Rowling, dont la suite romanesque s'est achevée en 2007. Une pièce de théâtre, considérée comme la « huitième histoire » officielle, a été jouée et publiée en 2016. Les livres et le script de la pièce ont été traduits en français par Jean-François Ménard.
La série de sept romans raconte les aventures d'un jeune sorcier nommé Harry Potter et de ses amis Ron Weasley et Hermione Granger à l'école de sorcellerie Poudlard, dirigée par Albus Dumbledore. L'intrigue principale de la série met en scène le combat de Harry contre Lord Voldemort, un mage noir à la recherche de l'immortalité ayant autrefois assassiné les parents du garçon. À la tête de ses fidèles adeptes, les Mangemorts, Voldemort cherche depuis des décennies à acquérir le pouvoir absolu sur le monde des sorciers et des Moldus (les humains dépourvus de pouvoirs magiques).
Ancrés dans la société britannique des années 1990, les romans comportent de nombreux aspects du roman d'apprentissage. Le personnage principal évolue tout d'abord dans un monde dépourvu de magie, puis découvre peu à peu ses capacités, son héritage et ses responsabilités. Tandis que le premier roman établit les bases d'un univers magique librement inspiré des contes et du folklore britannique, l'intrigue gagne en profondeur au fil des romans, abordant des sujets comme la mort ou le libre arbitre. La série a fait par ailleurs l'objet de nombreuses controverses.
Depuis la sortie du premier roman, Harry Potter à l'école des sorciers, le 26 juin 1997, les livres ont gagné une immense popularité, ont généré un succès commercial planétaire et ont été acclamés par la critique. En février 2018, ils ont été vendus à plus de 500 millions d'exemplaires et traduits en 80 langues, faisant de cette série la plus vendue de l'histoire de la littérature. J. K. Rowling figure désormais parmi les auteurs britanniques les plus lus de la planète avec William Shakespeare et Agatha Christie.
Huit films à succès (le dernier roman ayant été scindé au cinéma en deux parties) rapportent au total plus de 8 milliards de dollars et accèdent, entre 2011 et 2017, à la seconde place des franchises les plus rentables de tous les temps (après celle de l'univers Marvel). Des jeux vidéo et de nombreux autres produits dérivés ont également été adaptés de la série, sans compter les parcs d'attraction, expositions et plateformes numériques. La pièce de théâtre Harry Potter et l'Enfant maudit, jouée depuis 2016 dans plusieurs pays, met en scène les personnages de la saga originale et leurs enfants, narrant leurs aventures dix-neuf ans après la fin du dernier tome. En avril 2023, une nouvelle adaptation des romans, cette fois en série télévisée, est annoncée par HBO.

## Présentation

### Série romanesque
Les sept romans ont été publiés entre 1997 et 2007,.
L'histoire, se situant dans les années 1990,, raconte la jeunesse de Harry Potter, sorcier orphelin élevé sans affection ni considération par la seule famille vivante qui lui reste : son oncle et sa tante moldus (sans pouvoirs magiques). Le garçon découvre son identité de sorcier, son héritage tragique et la responsabilité qui lui revient.
Harry est considéré comme « le survivant » depuis que ses parents Lily Evans et James Potter ont été assassinés. Le puissant mage noir Lord Voldemort les a tués dix ans plus tôt alors que Harry, qui n'était alors qu'un bébé, est parvenu à échapper de manière très inattendue au sortilège de la mort. La tentative de meurtre était motivée par une prophétie annonçant à première vue que Harry anéantirait un jour les pouvoirs de Voldemort. Cependant, le sortilège lancé par Voldemort sur l'enfant se retourne inexplicablement contre son lanceur et le désintègre, laissant le garçon intact avec pour seule trace de cet événement une cicatrice en forme d’éclair sur le front. Le garçon devient par conséquent très célèbre parmi les sorciers, tandis qu'il demeure ordinaire chez les Moldus.
Chacun des romans se déroule pendant une année scolaire, tout au long de la jeunesse de Harry. Durant ces sept ans, le jeune sorcier, accompagné de ses deux loyaux amis Ron Weasley et Hermione Granger, va notamment assister au retour de Voldemort et à sa seconde ascension vers le pouvoir, et le combattre jusqu'à l'affrontement final du septième et dernier tome.

#### Harry Potter à l'école des sorciers(1997)

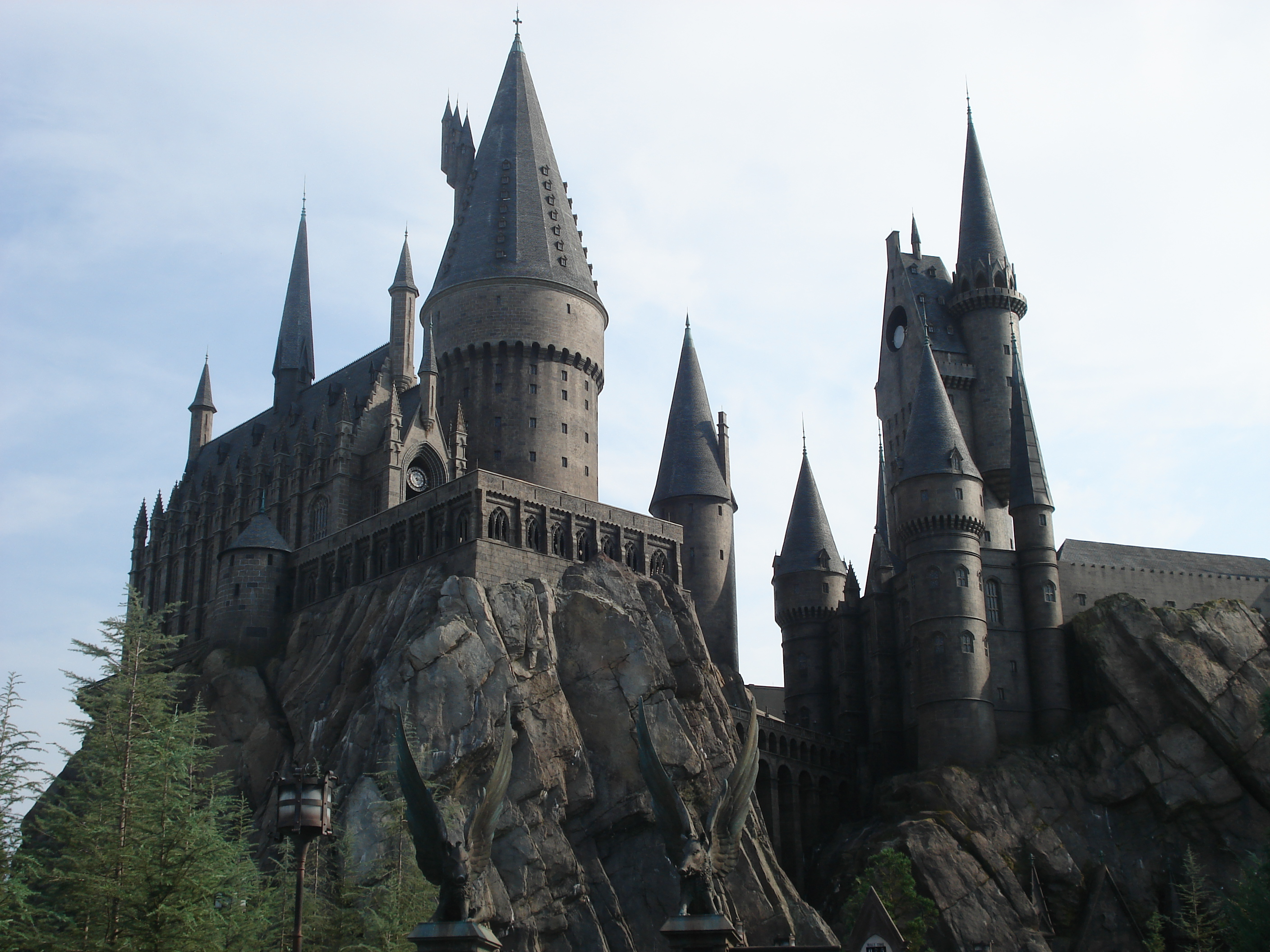
Réplique du château de Poudlard à Universal's Islands of Adventure.

L'intrigue du premier roman débute durant l'été 1991. Peu avant son onzième anniversaire, Harry reçoit une lettre l'invitant à se présenter lors de la rentrée des classes à l'école de sorcellerie de Poudlard. Malgré les tentatives de son oncle et de sa tante pour l'empêcher de s'y rendre, Rubeus Hagrid, un « demi-géant » envoyé par le directeur de Poudlard, Albus Dumbledore, va faire découvrir à Harry le monde des sorciers et l'amener à se rendre à la gare de King's Cross de Londres, où il prendra le Poudlard Express qui le conduira jusqu'à sa nouvelle école. Une fois à Poudlard, Harry apprend à maîtriser et utiliser les pouvoirs magiques qu'il possède et se fait deux amis inséparables : Ronald Weasley et Hermione Granger. Le trio tente d'empêcher Voldemort de s'emparer de la pierre philosophale de Nicolas Flamel, conservée sous bonne garde à Poudlard.

#### Harry Potter et la Chambre des secrets(1998)
L'année suivante, Harry et ses amis doivent faire face à une nouvelle menace à Poudlard. La fameuse Chambre des secrets, bâtie plusieurs siècles plus tôt par l'un des fondateurs de l'école, Salazar Serpentard, aurait été rouverte par son « héritier ». Cette Chambre, selon la légende, contiendrait un gigantesque monstre destiné à tuer les enfants sorciers nés de parents moldus acceptés à l'école contre le souhait de Serpentard. Hermione, née de parents moldus, se retrouve elle aussi menacée. Harry, sachant parler le fourchelang, est accusé en premier lieu d'être l'héritier de Serpentard par la plupart des élèves, tandis que Ginny Weasley, la sœur de Ron, est curieusement manipulée par un journal intime ayant appartenu à un certain Tom Jedusor. Harry apprend par la suite que Jedusor et Voldemort sont une seule et même personne, et que Jedusor est le véritable héritier de Serpentard, agissant sur l'école par le biais de ses souvenirs conservés dans son journal.

#### Harry Potter et le Prisonnier d'Azkaban(1999)

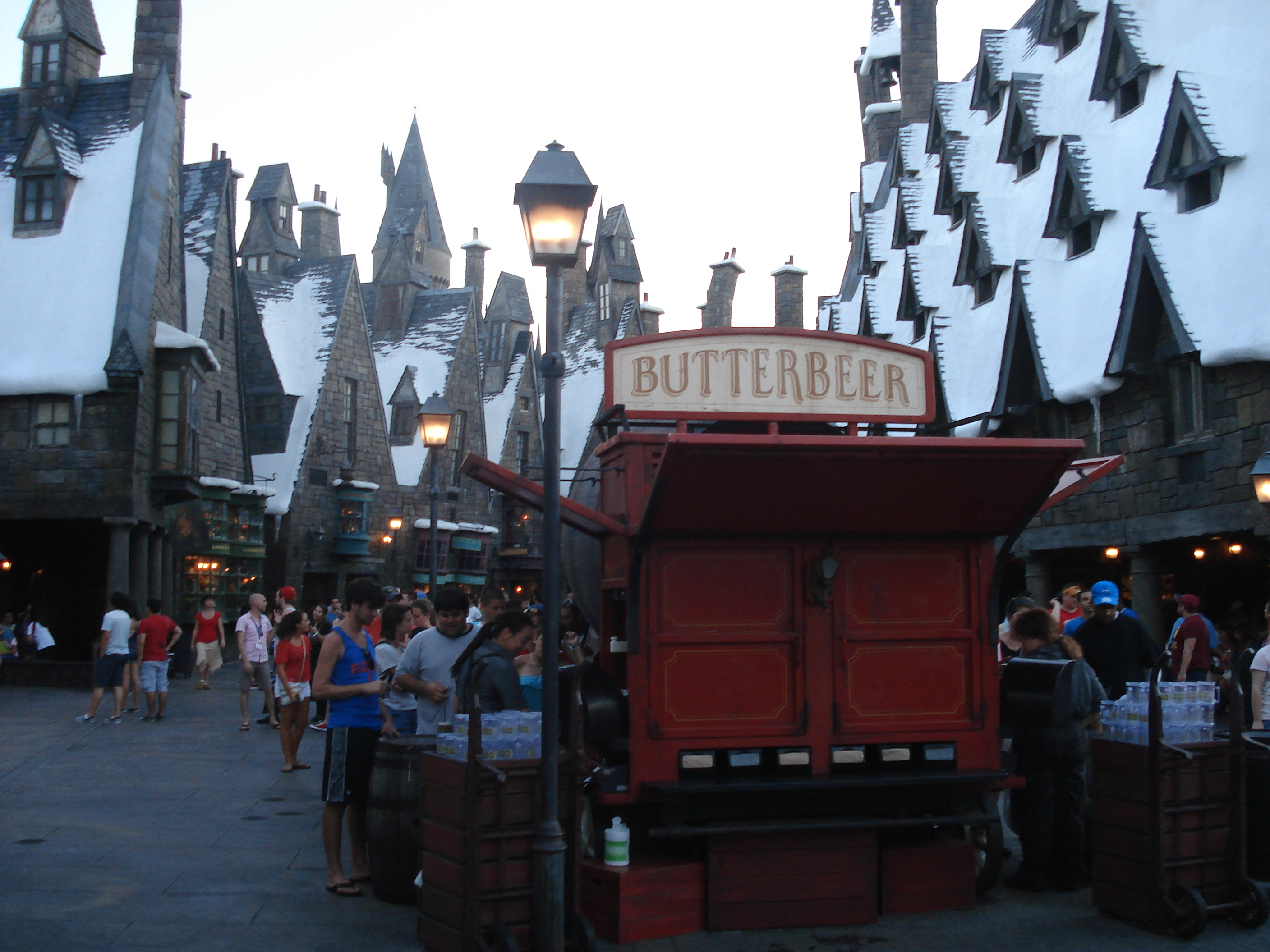
Le village de Pré-au-Lard construit à Universal's Islands of Adventure.

À l'été 1993, les sorciers, ainsi que les Moldus, sont informés de l'évasion de prison d'un dangereux criminel nommé Sirius Black. Un peu plus tard, Harry apprend que la motivation de Black est de le tuer afin de permettre à Voldemort, son maître, de retrouver l'étendue de son pouvoir. Un important dispositif de sécurité est donc mis en place à Poudlard pour assurer la protection de Harry durant l'année. En parallèle, celui-ci fait la connaissance de son nouveau professeur de défense contre les forces du mal, le professeur Lupin, un ancien ami de ses parents et dont il devient très proche. Harry utilise régulièrement la cape d'invisibilité de son père ainsi que la carte du Maraudeur pour explorer les recoins méconnus du château et se rendre au village voisin de Pré-au-Lard, malgré son interdiction de quitter l'école. En fin d'année, Sirius Black parvient à attirer Harry, Ron et Hermione à l'extérieur de l'école et, en présence de Lupin qui vient les retrouver, leur explique les réelles motivations de son évasion : retrouver et tuer Peter Pettigrow, un sorcier qui se cache depuis douze ans sous l'apparence du rat de compagnie de Ron. Selon Black, Pettigrow serait le responsable de la trahison de James et Lily Potter. Avant de mourir, ceux-ci avaient fait de Sirius Black leur témoin de mariage et le parrain de leur fils, Harry.

#### Harry Potter et la Coupe de feu(2000)
Dans l'intrigue du quatrième roman, une édition du célèbre tournoi des Trois Sorciers se déroule exceptionnellement à Poudlard et deux autres délégations européennes se rendent sur place pour participer à la compétition : des élèves de l'Académie de magie Beauxbâtons et ceux de l'Institut Durmstrang. La Coupe de feu, juge impartiale chargée de sélectionner le champion de chaque école, choisit exceptionnellement deux champions pour Poudlard : Cedric Diggory et Harry Potter, ce dernier n'ayant pourtant pas l'âge requis pour participer à la compétition. Mais le règlement est strict et stipule que les organisateurs doivent obéir au choix de la Coupe de feu. Par conséquent, Harry se voit contraint de participer au tournoi, qui se déroule sur trois épreuves réparties sur l’année. La première consiste à récupérer un œuf d'or protégé par un dragon, la seconde à récupérer une personne aimée au fond du lac de Poudlard et la dernière, à progresser dans un labyrinthe à obstacles pour atteindre le trophée de la victoire dissimulé à l'intérieur. Alors que Harry et Cedric saisissent le trophée en même temps, ils sont téléportés auprès de Peter Pettigrow. Après avoir tué Cedric Diggory, Pettigrow utilise le sang de Harry pour faire renaître Voldemort et ôter au garçon sa protection naturelle l'ayant immunisé jusqu'alors contre les pouvoirs du mage noir. Harry affronte Voldemort qui a repris forme humaine, mais parvient à lui échapper en attrapant une nouvelle fois le trophée qui le ramène à Poudlard. Convaincu par le récit de Harry, Dumbledore décide de reformer une ancienne organisation qui avait pris fin à la première chute de Voldemort, quinze ans plus tôt. Il fait alors appel à ses anciens membres, notamment Sirius Black, Remus Lupin, Severus Rogue, le professeur McGonagall et la famille Weasley.

#### Harry Potter et l'Ordre du Phénix(2003)
Au début de ce cinquième roman, Harry retrouve son parrain Sirius, Lupin, Hermione et la famille Weasley au 12 square Grimmaurd, qui devient le quartier général de l'ordre du Phénix, l'organisation fondée par Dumbledore au moment de la première ascension de Voldemort. Le ministère de la Magie de son côté, malgré les événements de l’an passé, refuse d'admettre le retour du mage noir. Harry, Ron et Hermione retournent à Poudlard, où un nouveau professeur de défense contre les forces du mal, Dolores Ombrage, engagée par le ministre de la Magie lui-même, ne tarde pas à instaurer des règles très strictes sur l'école, interdisant aux élèves de pratiquer la magie, de se rassembler en groupe ou de lire certains articles de presse défendant le point de vue de Harry Potter sur le retour de Voldemort. Hermione décide d'agir et de fonder une seconde organisation au sein-même de l'école, l'Armée de Dumbledore, pour contrer Ombrage et inciter les élèves volontaires à pratiquer la magie pour apprendre à se défendre face aux dangers extérieurs que les autorités souhaitent taire. À la fin de l'année, piégé par Voldemort, Harry se rend au ministère de la Magie où il pense que son parrain est détenu et torturé. Il est accompagné de Ron, Hermione, Ginny Weasley, Luna Lovegood et Neville Londubat. Severus Rogue prévient les autres membres de l’Ordre, qui se précipitent au secours de Harry et de ses amis aux prises avec les mangemorts. Sirius Black meurt durant la bataille, tué par sa propre cousine et bras droit de Voldemort. De retour à Poudlard, Harry apprend le contenu de la prophétie qui le concernait depuis sa naissance : il est la seule personne à avoir une chance de vaincre définitivement Voldemort. Après les événements du ministère dont il a été témoin, le ministre Cornelius Fudge admet enfin le retour de Voldemort et la deuxième guerre débute officiellement.

#### Harry Potter et le Prince de sang-mêlé(2005)

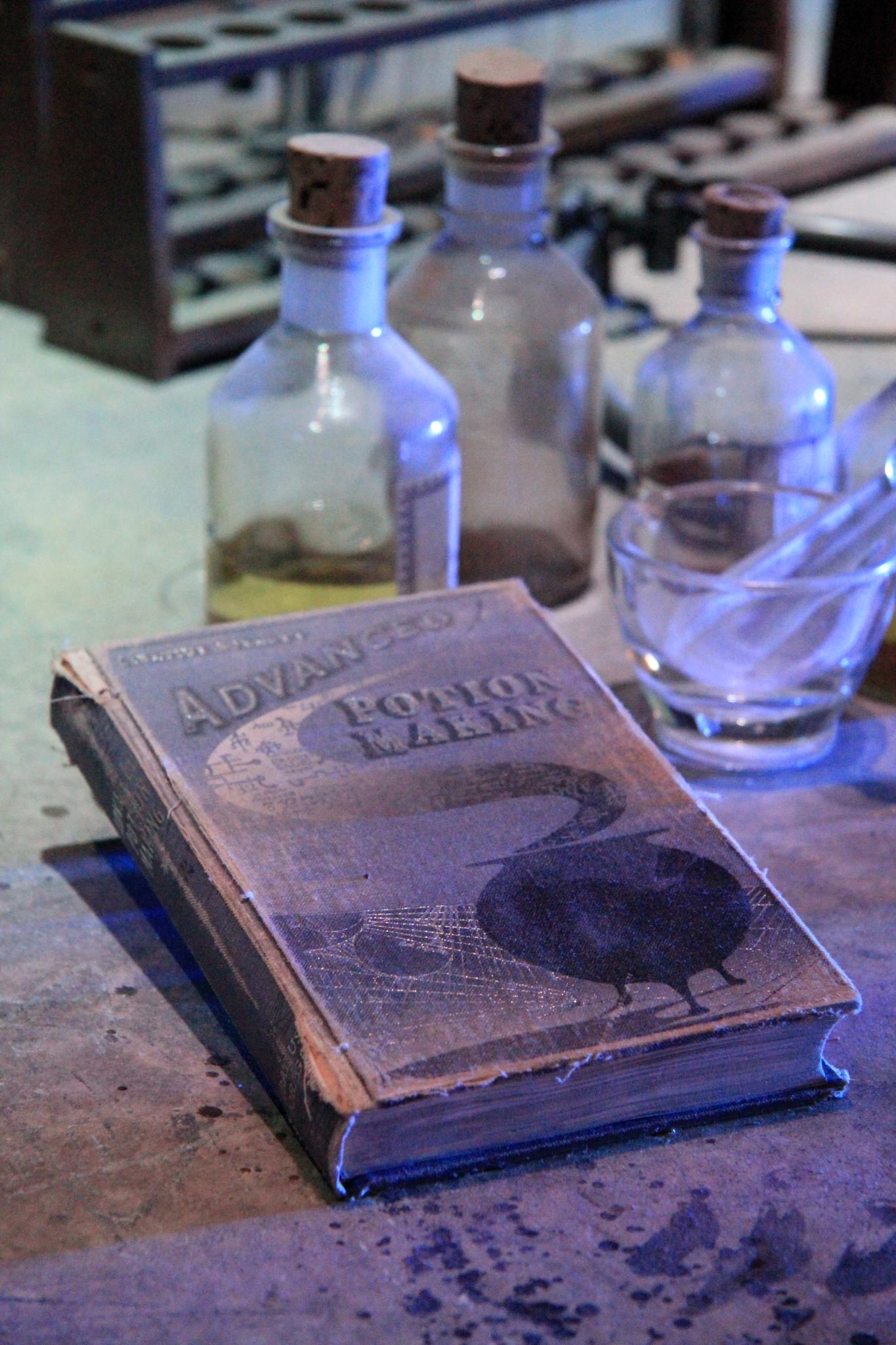
Le livre du Prince de sang-mêlé aux studios Harry Potter.

L'intrigue de ce sixième roman se concentre davantage sur l'histoire de Voldemort. Un passé que Harry et Dumbledore éclaircissent en visionnant les souvenirs des personnes ayant fréquenté le mage noir durant sa jeunesse. Ils apprennent ainsi l'existence des horcruxes, des fragments d'âmes de Voldemort que celui-ci aurait réparti en différents objets, et dont leur simple existence le rendrait immortel. En parallèle, durant ses cours de potions, Harry récupère un vieux manuel ayant appartenu à un certain « Prince de sang-mêlé ». Le livre regorge d'une multitude de conseils et de notes ajoutés à la main par son ancien propriétaire (qui n'était autre que Severus Rogue), et grâce auxquels Harry obtient d'extraordinaires résultats. Par ailleurs, le professeur Rogue se voit chargé d'une mission par Dumbledore, à l'insu des autres membres de l'Ordre (et du lecteur, qui n'apprend ces détails qu'à la fin du dernier roman). Le directeur sait que le jeune Drago Malefoy a été chargé par Voldemort de le tuer. Se sachant condamné depuis sa manipulation de l'un des horcruxes, Dumbledore demande au professeur d'intervenir à la place de Drago en temps voulu, permettant dans un même temps à Rogue de demeurer crédible aux yeux de Voldemort (qui pense l'avoir enrôlé). Rogue engage sa parole auprès de Dumbledore, qui ne lui laisse pas le choix. Lorsque le directeur et Harry reviennent d'une expédition avec un nouvel horcruxe, l'école est attaquée par des mangemorts, que Drago Malefoy est parvenu à faire entrer. Se trouvant face à Dumbledore, Malefoy hésite. Dumbledore fait alors signe à Rogue, qui tue le directeur sous les yeux de Harry alors que ce dernier ignore tout de leur arrangement. Harry poursuit Rogue et les autres mangemorts en fuite avec acharnement. Rogue l'empêche de combattre, puis disparaît, laissant Harry, les autres élèves et tout le personnel de Poudlard pleurer la perte du plus grand sorcier de sa génération et principal obstacle de Voldemort.

#### Harry Potter et les Reliques de la Mort(2007)

Symbole des Reliques de la Mort.

Harry, Ron et Hermione, âgés à présent de 17 ans, décident de ne pas retourner à Poudlard et de se consacrer entièrement à la recherche des horcruxes. Ils trouvent le médaillon de Serpentard au ministère de la Magie et apprennent que l'épée de Gryffondor a permis à Dumbledore de briser la bague horcruxe des Gaunt l'année précédente. Severus Rogue, par le biais de son patronus, guide Harry jusqu'à la cachette de l'épée et Ron s'en sert pour détruire le médaillon. En parallèle, le trio apprend l'existence de trois reliques très puissantes : la baguette de sureau (dont Voldemort serait déjà en possession), la pierre de Résurrection et la cape d'invisibilité (dont Harry a hérité), faisant du sorcier qui les possède un « Maître de la mort ». Leur quête des horcruxes finit par les ramener à Poudlard où l'un d'eux est caché. Le trio retourne donc au château, très vite attaqué par Voldemort et ses partisans. Hermione détruit la Coupe horcruxe de Poufsouffle à l'aide d'un croc de Basilic et Harry trouve dans la Salle sur Demande le diadème horcruxe de Serdaigle, qui est également détruit. Remus Lupin, Tonks et Fred Weasley sont tués dans la bataille. En voulant s'approcher du serpent de Voldemort (et dernier horcruxe), Harry, Ron et Hermione sont témoins de l'attaque mortelle infligée à Severus Rogue. Avant de mourir, le professeur confie ses souvenirs à Harry, lui prouve son allégeance, son amour envers sa mère Lily Potter et lui montre la clé de sa victoire contre Voldemort : Harry doit mourir, car il constitue lui-même un horcruxe involontaire depuis le jour où Voldemort a tenté de le tuer alors qu'il n'était qu'un bébé. Résigné, Harry se rend à Voldemort dans la forêt interdite. En utilisant la pierre de Résurrection qu'il trouve à l'intérieur du vif d'or, il fait réapparaître brièvement ses parents, ainsi que Sirius Black et Remus Lupin, qui le soutiennent et le rassurent sur la perspective de la mort. Mais Harry, une nouvelle fois, survit au sortilège de Voldemort. En ayant utilisé le sang de Harry pour recréer son corps après le tournoi des Trois Sorciers, Voldemort aurait transféré en lui-même une partie du charme de protection que Lily Potter avait transmis à son fils. Par conséquent, tant que ce charme est présent dans le corps de Voldemort (tant qu'il existe), Harry ne peut mourir. Neville Londubat tire l'épée de Gryffondor du Choixpeau magique et s'en sert pour décapiter le serpent. Tous les horcruxes à présent détruits, Voldemort redevient par conséquent un simple mortel. La rencontre des deux sortilèges de Harry et de Voldemort fait voler la baguette de sureau des mains du mage noir, la baguette refusant de tuer Harry, son maître légitime et le seul à avoir accepté la mort. Voldemort est tué par son propre maléfice. Un épilogue est consacré à l'embarquement des enfants des trois héros, dix-neuf ans plus tard, à bord du Poudlard Express.

### Suite théâtrale
La pièce de théâtre, dont le script du dramaturge Jack Thorne a été publié en 2016, presque dix ans après Harry Potter et les Reliques de la Mort, est présentée par l'éditeur comme « huitième histoire ».
L'intrigue débute en 2017, soit dix-neuf ans après l'affrontement final entre Harry et Voldemort, et narre principalement les aventures de l'un des enfants de Harry, Albus Potter, et de son ami Scorpius Malefoy, en mettant en scène certains des personnages de la série originelle.
J. K. Rowling a exprimé le souhait que la pièce soit considérée comme canon, en précisant en parallèle que le script publié n'était pas à considérer comme un « roman » Harry Potter. La pièce incorpore le nom de J. K. Rowling à son nouveau logo en septembre 2019.

### Chronologie sélective
L'intrigue principale de Harry Potter s'étend sur sept romans, chacun se déroulant sur une année scolaire. Même si J. K. Rowling n'indique jamais explicitement en quelle année se déroule son récit, elle a laissé suffisamment d'indices pour que l'on puisse affirmer que cette intrigue principale se déroule entre le 23 juin 1991 (réveil de Harry Potter le jour du 11e anniversaire de son cousin Dudley), et le 2 mai 1998 (jour de la mort de Voldemort).
Un événement permet d'établir une chronologie : le décès de Sir Nicholas de Mimsy-Porpington, qui aurait eu lieu le 31 octobre 1492 selon l'intrigue du second roman, Harry Potter et la Chambre des secrets. Le fantôme fêtant son « cinq-centième anniversaire de mort », la deuxième année scolaire est donc fixée à 1992 - 1993. Les indications sur la tombe de James et Lily Potter dans le septième roman confirment ces suppositions. Certains événements importants, directement liés au récit et se déroulant avant 1991, sont également mentionnés.

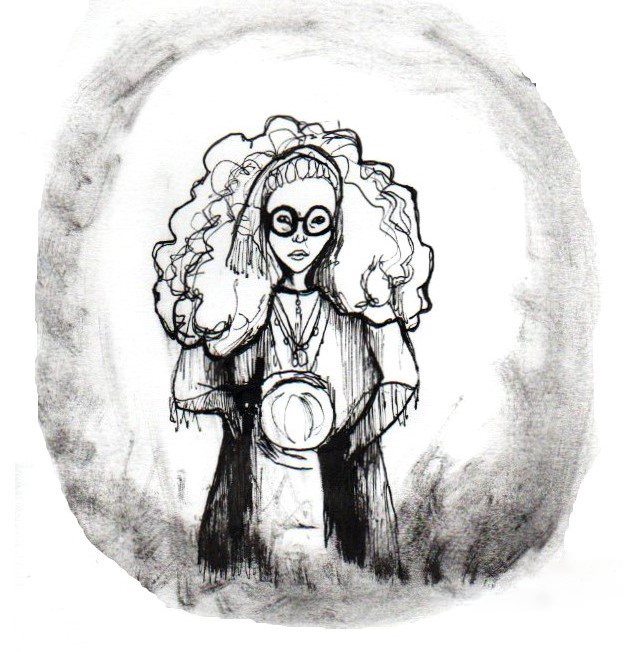
Le professeur Trelawney et la prophétie, dessinées à la plume et à l'encre de Chine.

- Avant juillet 1980[6] : Sibylle Trelawney établit la prophétie selon laquelle un enfant né fin juillet aura le pouvoir de vaincre le mage noir Voldemort[6].
- 31 juillet 1980[60] : naissance de Harry Potter.
- 31 octobre 1981[59] : James et Lily Potter sont tués par Voldemort en tentant de protéger leur fils, mais le sortilège du mage noir se retourne contre lui lorsqu'il tente d'assassiner Harry. Voldemort, ayant perdu toute forme physique, disparaît pour une durée indéterminée. Il est cru vaincu.
- 1er novembre 1981[18] : Peter Pettigrow, qui a trahi ses anciens amis James et Lily en ayant révélé leur cachette à son maître, assassine douze Moldus. Il procède à une mise en scène pour faire croire à sa propre mort et faire accuser Sirius Black à sa place[19]. Sirius Black est conduit à la prison d'Azkaban[18] et Albus Dumbledore confie Harry à son oncle et sa tante, les Dursley[7].
- 31 juillet 1991[60] : Rubeus Hagrid révèle à Harry ses origines et l'emmène sur le Chemin de Traverse, où il achète ses fournitures scolaires[61].
- 29 mai 1993[62] : Harry se rend dans la Chambre des secrets, tue le Basilic qui demeure dans la Chambre, et détruit le journal de Jedusor[15] (qu'il ignore être un premier horcruxe).
- 1er août 1993[63] : Sirius Black s'évade d'Azkaban pour retrouver Harry Potter et tuer Peter Pettigrow.
- À partir du 6 janvier 1994[64] : Remus Lupin apprend à Harry à former un Patronus corporel.
- Début juin 1994[64] : Sirius Black retrouve Harry Potter et lui explique les circonstances exactes de la mort de ses parents. Harry découvre l'identité de Peter Pettigrow qui se cachait sous l'apparence de Croûtard, le rat de Ron. Pettigrow parvient à s'enfuir.
- 24 novembre 1994[65] : première tâche du tournoi des Trois Sorciers, l'épreuve du dragon[66].
- 24 février 1995[65] : seconde tâche du tournoi, l'épreuve du lac[67].
- 24 juin 1995[65] : renaissance de Lord Voldemort après la troisième et dernière tâche du tournoi, l'épreuve du labyrinthe[68]. Duel au cimetière de Little Hangleton entre Harry et Voldemort. Dispute entre Dumbledore et le ministre de la Magie, Cornelius Fudge. Ce dernier refusant d'annoncer le retour de Voldemort auquel il ne veut pas croire.
- 8 septembre 1995[69] : Dolores Ombrage, sous-secrétaire auprès du ministre de la Magie, est nommée par ce dernier Grande Inquisitrice de Poudlard, autorisée à y exercer un contrôle strict[29]. Harry fait l'objet de punitions douloureuses pour sa persistance à vouloir informer les autres élèves du retour de Voldemort.
- Début octobre 1995[69] : Hermione fonde l'Armée de Dumbledore.
- 17 juin 1996[69] : bataille au département des mystères. Mort de Sirius Black[70]. Le ministre Cornelius Fudge a le temps d'apercevoir lui-même Voldemort avant que ce dernier ne prenne la fuite. Fudge démissionne et est remplacé par Rufus Scrimgeour.
- 21 avril 1997[71] : Harry et Dumbledore découvrent l'existence des horcruxes, des fragments d'âme de Voldemort dissimulés dans des objets qui lui sont chers, et qu'il leur faut détruire un à un pour rendre le mage noir vulnérable.
- Fin mai 1997[71] : Albus Dumbledore est tué par Severus Rogue (à la suite d'un accord tenu secret entre les deux hommes).
- 1er août 1997[4] : chute du ministère de la Magie. Lord Voldemort prend le pouvoir et tue le ministre Rufus Scrimgeour.
- 1er mai 1998[4] : Harry, Ron et Hermione trouvent un nouvel horcruxe à la banque Gringotts : la coupe de Poufsouffle et se rendent à Poudlard pour trouver les derniers horcruxes : le diadème de Serdaigle et le serpent Nagini.
- Nuit du 1er au 2 mai 1998[4] : bataille de Poudlard. Plusieurs personnages notables perdent la vie, dont Severus Rogue, Remus Lupin, Tonks et Fred Weasley. Harry se livre à Voldemort après avoir utilisé la Pierre de résurrection pour apercevoir une dernière fois ses parents James et Lily Potter, Sirius Black et Remus Lupin. Voldemort pense être parvenu à le tuer mais ne fait que détruire l'horcruxe qui vit en lui.
- 2 mai 1998[4] : mort de Tom Elvis Jedusor, alias Voldemort, la Baguette de sureau volée par ce dernier refusant de tuer son maître légitime (Harry).

L'épilogue de la série romanesque (à la fin de Harry Potter et les Reliques de la Mort), ainsi que les événements de la suite théâtrale proposée par Jack Thorne, se déroulent quant à eux à partir de septembre 2017, soit dix-neuf ans après la bataille de Poudlard.

## Analyse

### Structure et genre

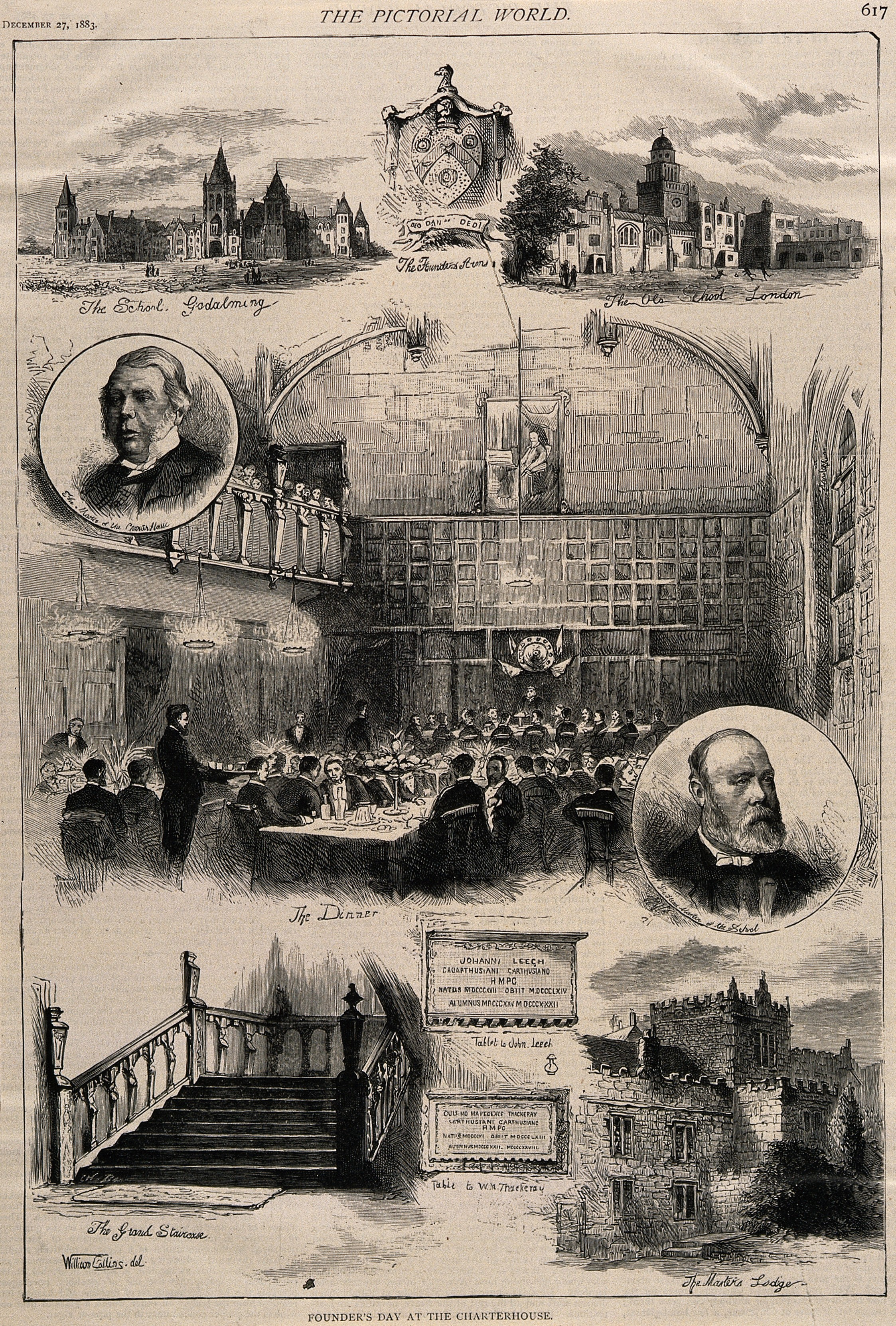
Gravure sur bois représentant la vie en internat à la Charterhouse School (Surrey) en 1883.

Les romans Harry Potter appartiennent au genre « low fantasy », mais correspondent également par de nombreux aspects au roman d'apprentissage,. Ils peuvent être assimilés à un genre littéraire britannique décrivant la vie en internat, dont les titres les plus emblématiques sont les romans d'Enid Blyton (Malory School, la série St. Clare's et The Naughtiest Girl), ceux de Charles Hamilton sur le personnage de Billy Bunter et ceux de Bennett et Mortimer d’Anthony Buckeridge. En ce sens, ils sont dans la lignée directe de Tom Brown's School Days, de Thomas Hughes, et les autres romans des époques victorienne et édouardienne sur la vie à l'école publique britannique. Dès 1974, la nouvelle In the House of Double Minds de Robert Silverberg expose la vie de jeunes oracles regroupés cycle par cycle dans un séminaire à l'image des élèves de Poudlard.

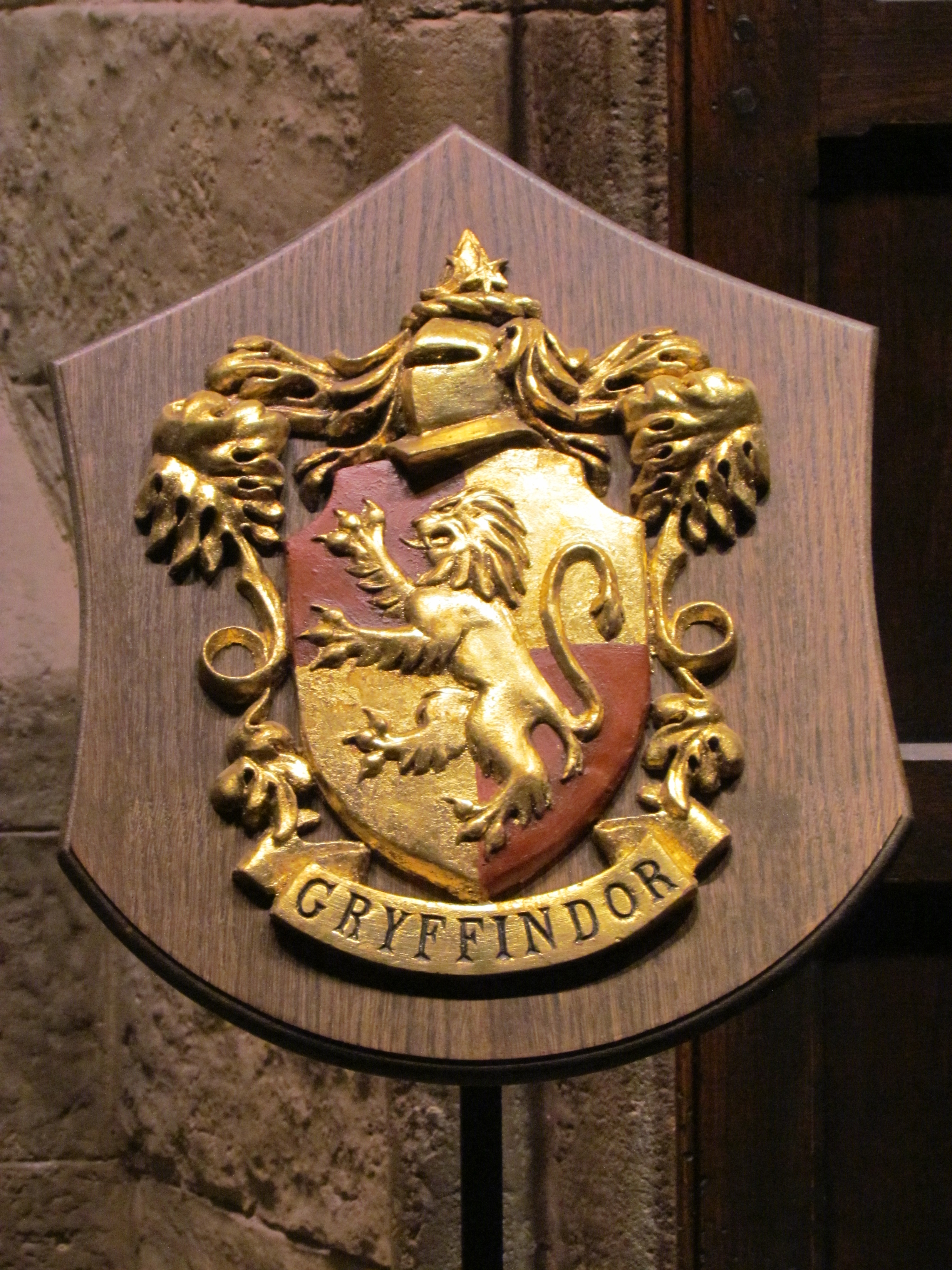
Armoiries de la maison Gryffondor (studios Harry Potter).

L'histoire est écrite selon un point de vue narratif interne à la troisième personne : le narrateur limite les informations à ce que le personnage de Harry Potter comprend et connaît, à quelques exceptions (le premier chapitre de Harry Potter à l'école des sorciers et Harry Potter et les Reliques de la Mort, et les deux premiers chapitres de Harry Potter et le Prince de sang-mêlé).
Dans la partie centrale de chaque livre, la confrontation de Harry à divers problèmes le pousse à violer les règles de l'école. Les sanctions appliquées lorsqu'il se fait attraper sont comparables à celles décrites dans le genre du roman d'internat. Le récit atteint son climax lors du dernier trimestre de l'année scolaire, durant la période des examens de fin d'année ou immédiatement après. Les événements dépassent alors largement le cadre scolaire et Harry se trouve confronté à Voldemort ou ses acolytes, avec un enjeu vital souligné par la mort d'un ou plusieurs personnages à la fin de chacun des quatre derniers romans. Harry tire de ces événements d'importantes leçons grâce à un dialogue avec le directeur de l'école et mentor Albus Dumbledore.
Dans le roman final, Harry Potter et les Reliques de la Mort, Harry et ses amis passent la majeure partie de leur temps hors de Poudlard, et n'y retournent que pour affronter Voldemort lors du dénouement de l'intrigue. Conformément au format du roman d'initiation, Harry grandit prématurément dans le dernier roman, en perdant la chance de suivre sa dernière année d'études et se trouve dans la nécessité d'adopter un comportement adulte dont les décisions influencent tous les autres personnages – y compris les adultes.

### Univers

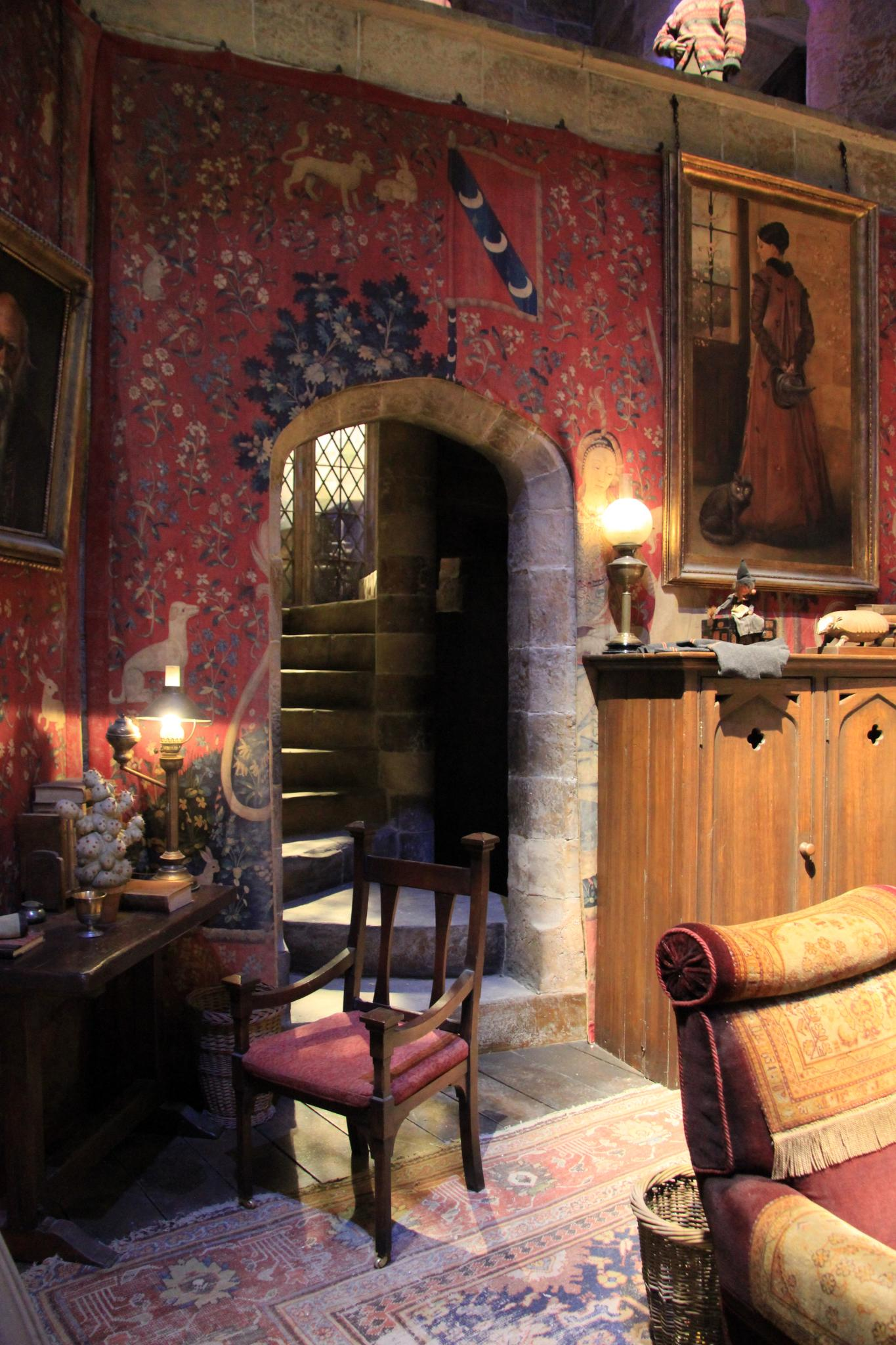
La salle commune de Gryffondor et ses tapisseries médiévales à la licorne (studios Harry Potter).

L'histoire de Harry Potter est ancrée dans la société britannique des années 1990,, regroupant des hommes et des femmes capables de magie, une faculté en général héréditaire mais qui peut aussi apparaître chez des enfants nés Moldus. Le personnage de Harry Potter évolue tout d'abord dans un monde pouvant être considéré comme « normal », avant de découvrir le monde magique coexistant. Certains lieux « réels » servent donc également de support à l'intrigue, tels que le comté du Surrey où vivent les Dursley, la forêt de Dean ou encore la gare de King's Cross représentant la frontière symbolique entre le monde magique et le monde moldu. Les sorciers vivent en effet parmi les Moldus, mais le « Code international du Secret magique » les oblige à cacher l'existence de la magie aux personnes qui en sont dépourvues.
L'action se déroule principalement au château médiéval de Poudlard localisé dans les « hautes terres » d'Écosse, ainsi qu'aux environs de Londres et dans des villages fictifs de la campagne sud-anglaise (Godric's Hollow, Little Hangleton, Tinworth). L'architecture visible dans les adaptations cinématographiques est une représentation fidèle :

« J'adore les décors des films. Ils reflètent vraiment ce qui a été dans mon imagination durant toutes ces années. »

— J. K. Rowling
Le chef décorateur Stuart Craig attribue à l'univers une identité visuelle proche des styles Tudor, georgien ou victorien. Les rues commerçantes et villages tels que Pré-au-Lard ou le chemin de Traverse par exemple trouvent une inspiration très « dickensienne »: « Les prémices de l'architecture victorienne défient la gravité de par leur inclinaison » explique Craig. « Les bâtiments du chemin de Traverse penchent si fort qu'ils donneraient l'impression de tomber ».

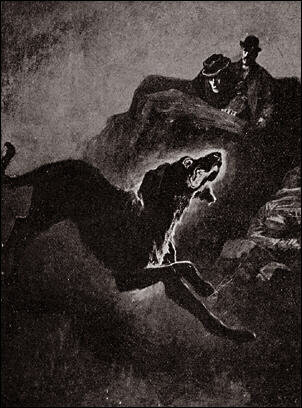
Le Sinistros s'inspire de la légende des chiens fantômes du Dartmoor.

La communauté magique de Grande-Bretagne dispose de sa propre organisation gouvernementale (le ministère de la Magie) avec ses propres lois, son système économique, ses médias (comme l'influente Gazette du sorcier) ou ses transports spécifiques (portoloins, réseau de cheminée, transplanage…). Le sport du monde sorcier, le quidditch (inspiré du basket-ball), se pratique sur balais volants. Certains sorciers possèdent par ailleurs des aptitudes particulières, comme les animagi ayant la possibilité de se transformer en animaux, les métamorphomages pouvant changer d'apparence à volonté ou les fourchelangs, capables de communiquer avec les serpents. Les legilimens, comme Voldemort ou Albus Dumbledore, sont capables, s'ils le souhaitent, de s'introduire dans l'esprit d'une autre personne pour connaître ses pensées ou ses intentions. Les occlumens, comme le professeur Rogue, sont les seuls à pouvoir contrer cette faculté.
Le monde de J. K. Rowling est peuplé de créatures plus ou moins fantastiques. Certaines lui sont propres, comme les détraqueurs, les épouvantards ou les sombrals. D'autres comme le phénix, le basilic, les gobelins, les hippogriffes, les loups-garous ou encore le Sinistros, sont empruntés au folklore britannique ou à la mythologie. Selon l'auteure, le folklore britannique, tout en étant l'un des plus riches et variés au monde, conserve un côté « bâtard » résultant de la fusion des nombreuses cultures apportées par les envahisseurs et occupants successifs de l'Angleterre, ce qui lui a permis de l'adapter assez librement à son histoire.
De nombreux objets spécifiques à l’univers de Harry Potter ont été créés, comme le « choixpeau magique » répartissant les élèves dans les différentes maisons de Poudlard, ainsi que le miroir du Risèd ou encore le retourneur de temps. D'autres sont empruntés aux contes de fées, comme les baguettes magiques aux compositions diverses ou les balais volants (dont les différents modèles sont exposés et vantés sur le marché sorcier tels des produits de consommation courants). Certains objets sont directement liés au dénouement de l'histoire, comme les Reliques de la Mort ou les horcruxes. Des plantes magiques aux propriétés diverses entrent dans la composition de potions comme le Veritaserum, la potion Tue-Loup ou le Polynectar.
À l'image de son livre d'enfance favori Le Cheval d'argent, l'auteure se plaît à décrire tout au long de ses romans une nourriture abondante et typiquement anglaise : « J'ai toujours décrit la liste des aliments que l'on pouvait déguster sur une table de Poudlard ». Les friandises du monde des sorciers, tels que les chocogrenouilles, les dragées Surprises de Bertie Crochue aux saveurs douteuses et variées ou encore la fameuse Bièraubeurre, sont devenues très identifiables à Harry Potter.

### Thèmes majeurs

#### La mort
Elle plane tout au long de l'intrigue et en est aussi le contexte déclencheur. La mort des parents de Harry, James et Lily Potter, est un drame annoncé au tout premier chapitre. Des personnages secondaires meurent fréquemment dans l'histoire, et en particulier à partir du livre central de la série, qui marque également la résurrection de Voldemort. Par ailleurs, malgré une intrigue ancrée dans la fantasy, les morts sont rendues « bien réelles » de par leur aspect « définitif ».
La première disparition particulièrement marquante de l'histoire est celle de Cedric Diggory, puisque Harry est le témoin direct de son assassinat, mais également parce qu'il s'agit d'un camarade et élève de Poudlard d'une personnalité généreuse et au comportement exemplaire. Au fil des romans, et malgré le fait que l'action se déroule majoritairement dans une école, l'intrigue laisse pourtant place à un profond sentiment d'insécurité constante et de douleur liée aux pertes humaines. Peu à peu, Harry voit les personnes qui lui sont proches mourir successivement (son parrain, son mentor, un ami ou encore son professeur préféré et ami de ses parents).
Parallèlement, l'acceptation de sa propre mort est parfois présentée dans l’œuvre comme une perspective sage et dédramatisée par le biais du professeur Dumbledore :

« Pour un esprit équilibré, la mort n'est qu'une grande aventure de plus. […] C'est comme d'aller se coucher à la fin d'une très très longue journée. »

— Albus Dumbledore, Harry Potter à l'école des sorciers
D'après J. K. Rowling, la mort est le thème majeur de la série : « mes livres parlent beaucoup de la mort. Ils débutent avec la mort des parents de Harry. Il y a la quête obsessionnelle de l'immortalité menée par Voldemort, qui reflète le souhait de toutes les personnes douées de pouvoirs magiques. Je comprends tout à fait pourquoi Voldemort veut conquérir la mort ; nous en sommes tous effrayés ».

#### L'amour

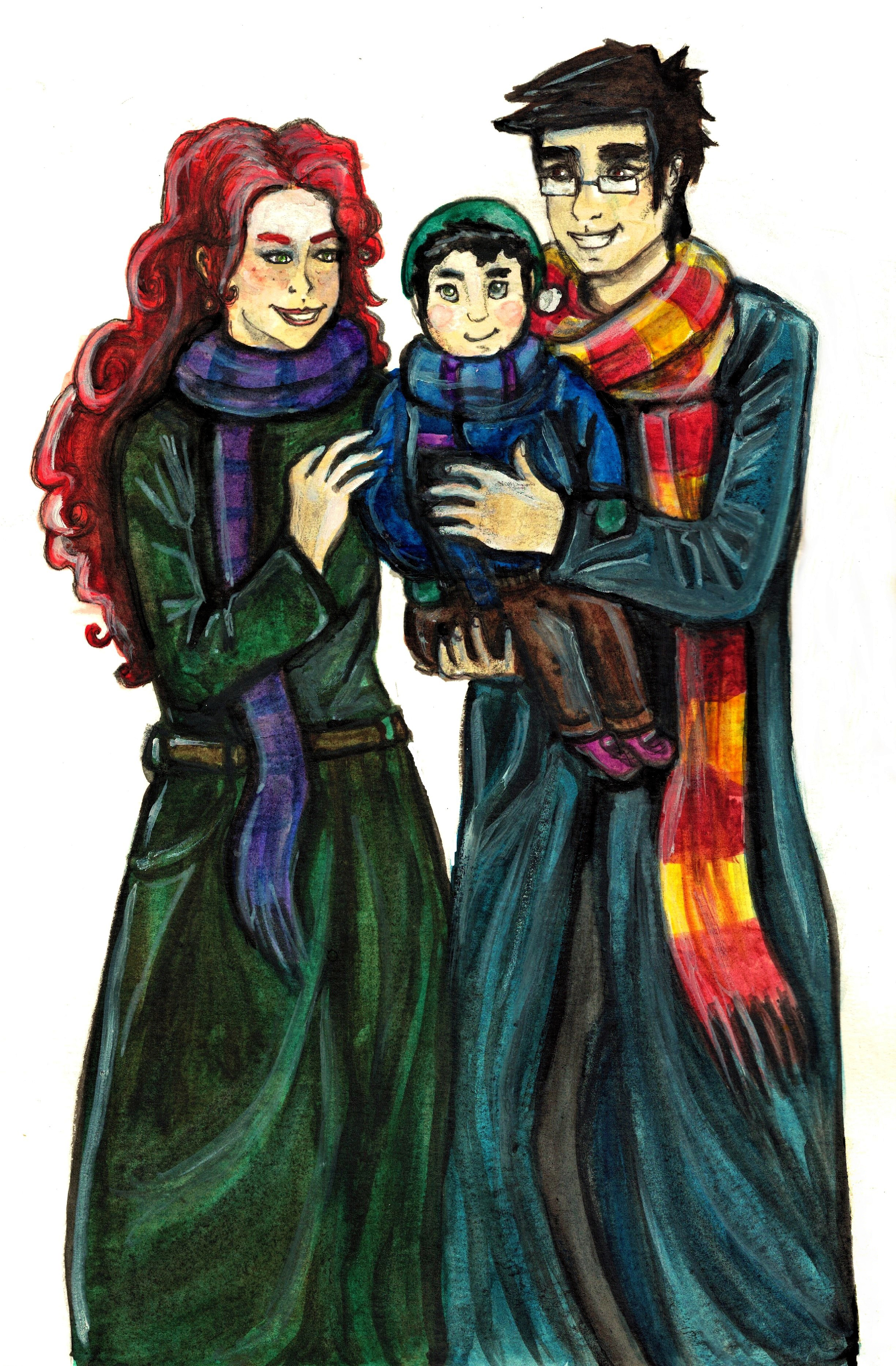
Représentation de James et Lily Potter avec leur fils Harry âgé d'un an.

Il s'agit probablement du thème le plus présent dans l’œuvre, après celui de la mort. Dans l'histoire, Harry a pu survivre grâce à l'amour de sa mère, qui s'est sacrifiée pour lui en faisant bouclier contre Voldemort. L'amour de Lily Potter est l'arme dont bénéficie toujours Harry lorsqu'il ne peut être touché ni par le professeur Quirrell ni par Voldemort lui-même (dans un premier temps). Le sang de sa mère le protège également de la portée de ce dernier, lorsque Harry est recueilli chez sa tante, Pétunia Dursley.

« L'amour est tellement formateur pour chacun, en bien ou en mal. On peut réellement mesurer les dommages cérébraux subis lorsqu'un enfant est retiré à sa mère. Quand j'écris que Harry a été formidablement aimé au début de sa vie, c'est important. Cela lui aura assuré une protection dans le sens où son cerveau s'est développé différemment de celui de Voldemort, qui lui a été placé dans un orphelinat dès sa naissance. »

— J. K. Rowling
Le personnage de Severus Rogue, très ambigu depuis le départ, apparaît beaucoup plus lumineux et humain à la fin de l'intrigue, dès lors qu'il révèle les sentiments qu'il éprouvait pour Lily Potter. Harry comprend alors que ce professeur, qui semblait tant le détester, ne pouvait simplement s'empêcher de faire le rapprochement entre lui et James Potter qu'il haïssait depuis son adolescence de par leur ressemblance physique et quelques traits communs de leur personnalité. Rogue, si froid et antipathique, s'avère pourtant d'un grand secours pour Harry, à plusieurs reprises au cours de l'intrigue,. Rogue souhaitait mourir après la mort de Lily Potter, mais a choisi de la venger, en s'engageant auprès de Dumbledore à assurer la survie de son unique fils. Aussi, il se montre horrifié en apprenant que Dumbledore savait depuis le départ que Harry était condamné à mourir pour rendre Voldemort vulnérable. D'une certaine manière, l'amour a vaincu par deux fois Voldemort : celui de Lily Potter pour son fils et celui de Severus Rogue pour Lily. Dumbledore est également convaincu que l'amour représente la plus grande force.

« Alors, quand la prophétie dit que j'aurai « un pouvoir que le Seigneur des Ténèbres ignore », cela signifie simplement… l'amour ? » 
 « Oui… simplement l'amour. »

— Harry et Dumbledore, tome 6, chapitre 23
L'amour rassemble finalement Ron et Hermione dans le dernier tome, malgré leurs caractères opposés et leurs nombreux différends. C'est également l'amour que porte Harry à Ron et à Hermione, ainsi qu'à sa famille de cœur (les Weasley), qui le pousse à se rendre dans la forêt interdite auprès de Voldemort à la fin des Reliques de la Mort pour ne pas mettre ses proches davantage en danger. Se sachant condamné, il utilise la pierre de résurrection et voit réapparaître un court instant les fantômes de ses parents et de leurs amis, le temps de lui redonner le courage nécessaire.

#### Pouvoir et libre arbitre
Les universitaires et journalistes abordent dans leurs interprétations du texte le thème de la normalité, de l'oppression, de la survie, et de la différence. Rowling a affirmé que les livres plaident pour la tolérance, dénoncent la bigoterie et transmettent un message sur « la remise en question de l'autorité » et la méfiance vis-à-vis des vérités suggérées par les médias ou la classe dirigeante. « Je me méfie des gens qui veulent le pouvoir, ce qui se ressent clairement dans les livres, je crois », ajoute l'auteure.
Les préoccupations politiques vont plus loin, la volonté de Voldemort de supprimer les « Sang-de-bourbe » et les « cracmols » de la société magique évoquent la persécution et le massacre de différents groupes sous l'Allemagne nazie (que ce soit pour leurs origines ou leurs appartenances politiques). Isabelle Smadja, dans Le Monde diplomatique, a aussi vu dans les initiales de l'aïeul de Voldemort, Salazar Serpentard (en anglais Salazar Slytherin) une référence aux S.S., corps d'élite de Hitler. Rowling a confirmé que la date de la défaite de Gellert Grindelwald, le précurseur de Voldemort, en 1945, n'était pas une coïncidence. Dans un autre entretien, Rowling a expliqué que le message central de la série était celui imparti par Albus Dumbledore dans le quatrième livre : il faut savoir choisir de faire ce qui est juste plutôt que ce qui est facile. Pour l'auteure, c'est ainsi que la tyrannie s'installe : « les gens font le dos rond, cèdent à la facilité, et se retrouvent dans les ennuis jusqu'au cou ».

« Il est nécessaire de comprendre la réalité avant de pouvoir l’accepter, et seule l’acceptation de la réalité peut permettre la guérison. »

— Albus Dumbledore, Harry Potter et la Coupe de feu
Les notions de censure et de propagande sont abordées à partir du cinquième tome, par le biais de Dolores Ombrage, nouveau professeur de défense contre les forces du mal nommée par le ministre de la Magie, puis, dans le septième tome, par Voldemort lui-même ou son représentant. Ombrage instaure en premier lieu des règles et sanctions particulièrement strictes selon le souhait du ministre, ceci afin que le retour de Voldemort ne soit pas reconnu publiquement. La presse se trouve également asservie à cette fin. Cornelius Fudge, ministre de la magie durant les cinq premiers tomes, aurait été inspiré selon l'auteure du Premier Ministre britannique durant les années trente, Neville Chamberlain, qui aurait refusé de considérer Hitler comme un danger alors que celui-ci instaurait son pouvoir en Allemagne.

#### Loyauté
Peter Pettigrow, avant le début de l'histoire, trahit son meilleur ami, le père de Harry Potter. Par cet acte de déloyauté, motivé par la volonté de sauver sa propre vie, Pettigrow contribue à sa manière, avec Voldemort, à entraîner l'ensemble de l'intrigue dans une tonalité sombre et dans une guerre finale qui fait perdre la vie à de jeunes personnages et de nombreux membres de l'ordre du Phénix. Bellatrix Lestrange montre une extrême loyauté envers son maître Voldemort, mais c'est une forme de loyauté plutôt pervertie qui s'exprime dans une cruauté très marquée y compris envers les autres Mangemorts. Voldemort, quant à lui, n'est fidèle à personne. Il méprise, manipule, torture et tue même sans ménagement dans ses accès de colère quiconque le fait trébucher dans ses projets, peu importe qu'il ou elle lui ait été fidèle ou non par le passé.
La loyauté du trio principal, celle des étudiants envers leur école, et celle de Severus Rogue envers Lily Potter dont il a toujours été amoureux, semblent finalement de taille face à la solitude de Voldemort et contribuent effectivement à sa défaite. Le seul désir et véritable moteur de ce dernier était la quête du pouvoir absolu en possédant la baguette de sureau, et de l'immortalité par la pierre philosophale et la création des Horcruxes. En tant que héros de l'histoire, Harry doit prendre les décisions finales mais reconnaît lui-même qu'il n'aurait pas été capable de faire face à ses craintes sans l'aide de ses amis.
La plus symbolique preuve de loyauté présente dans l'histoire pourrait se situer dans Les Reliques de la Mort, lorsque le trio se retrouve seul dans la campagne anglaise et que la souffrance liée à la présence d'un médaillon horcruxe provoque une perte de confiance chez la personne la plus influençable du trio. Ainsi, Ron abandonne ses meilleurs amis durant plusieurs semaines, avant d'être guidé par le déluminateur pour revenir auprès d'eux. Dumbledore, en lui léguant l'objet par le biais de son testament, savait que ses sentiments pour Hermione et sa loyauté envers Harry le guideraient pour revenir auprès d'eux avant les événements les plus sombres.

#### Le Bien et le Mal
Certaines rivalités naissent entre les maisons Gryffondor et Serpentard, qui se retrouvent régulièrement en conflit au fil des générations. Harry Potter appartenant à la maison de Gryffondor, et l'histoire étant racontée de son point de vue, les Serpentard sont souvent considérés dans les premiers tomes avec distance ou de manière péjorative : idiots, hargneux et souvent laids. L'Armée de Dumbledore regroupe des élèves de plusieurs maisons mais ne compte aucun Serpentard dans ses rangs. Lord Voldemort, ainsi qu'un grand nombre de ses partisans connus, comme Regulus Black, Bellatrix Lestrange, Rodolphus Lestrange ou les Malefoy, sont des anciens élèves de la maison Serpentard. Pourtant, la série se refuse à une application manichéiste simpliste du bien contre le mal. Le mépris et la déconsidération se veulent notablement atténués à partir du cinquième tome où les trois héros sont incités à tempérer leurs jugements :

« Le monde ne se divise pas entre braves gens et Mangemorts. »

— Sirius Black, Harry Potter et l'Ordre du Phénix
Dans les derniers chapitres de la série, la maison Serpentard et certains de ses membres apparaissent sous un éclairage plus intéressant : Severus Rogue tout d'abord, mais également Horace Slughorn, qui de son côté, ne partage pas l'idée que les sorciers de « sang-pur » sont supérieurs aux autres. Il apparaît chaleureux, amical, et participe à la bataille finale en allant jusqu'à affronter Voldemort lui-même. Narcissa Malefoy, manipulée par Voldemort vis-à-vis de son fils Drago, finit par apporter son aide à Harry Potter lors de cette même bataille, en faisant croire à son maître que Harry est mort. « Il y a un écho voulu de ce qu'a fait Lily au tout début de l'histoire en mourant pour sauver son fils » explique l'auteure. « À la toute fin, Harry est étendu, faisant semblant d'être mort et une mère, qui essaie de sauver son propre fils, va le sauver. C'était ma façon de boucler la boucle ». En parallèle, des aspects humains plus sombres des héros sont exploités. La cruauté de James Potter envers Severus Rogue durant leur jeunesse paraît ainsi difficilement justifiable aux yeux de Harry. Celui-ci laisse également exploser sa colère à plusieurs reprises, ou va jusqu'à torturer lui-même Bellatrix Lestrange pour satisfaire sa vengeance. Le fait que Harry possède des qualités admirées de Serpentard (la capacité de parler le fourchelang, la volonté de faire ses preuves, l'ambition, le déni des règles, etc.) peut aussi nuancer l'image noire de cette maison, prouvant que l'on peut à la fois adopter ces valeurs et être une personne fréquentable.

« Ce sont nos choix, Harry, qui déterminent qui nous sommes, beaucoup plus que nos aptitudes. »

— Albus Dumbledore, Harry Potter et la Chambre des secrets
Enfin, dans l'épilogue de l'histoire, Harry déclare à son fils Albus Severus que les deux prénoms qui lui ont été donnés étaient en hommage à deux directeurs de Poudlard : Albus Dumbledore (son mentor) et Severus Rogue, un Serpentard qu'il considère comme étant « sans doute l'homme le plus courageux » qu'il ait jamais rencontré.

### Langage
Selon Zohar Shavit, spécialiste de la littérature jeunesse, le langage des œuvres entrant dans cette catégorie doit s'adapter au jeune public, et l'auteur doit faire attention au vocabulaire qu'il utilise. Ce type de littérature est souvent caractérisé par l'utilisation de phrases courtes dont les mots ne sont pas particulièrement difficiles à comprendre, ce qui peut parfois appauvrir le style.
Dans Harry Potter, Déborah Anex, traductrice juridique, observe une évolution du vocabulaire utilisé par J. K. Rowling au fil de ses livres. Dans les deux premiers romans, qui sont assez minces, le langage utilisé est facilement compréhensible pour un jeune lecteur qui pourrait avoir l'âge du héros. Mais plus l'histoire évolue, plus les livres gagnent en détails et en complexité, en se détournant peu à peu des codes classiques de la littérature jeunesse. L’intrigue devient « plus sombre, plus profonde et tortueuse », la quantité d’informations augmente et le vocabulaire évolue. Dans le dernier roman, les néologismes sont nombreux et la syntaxe est plus compliquée, très éloignée de celle utilisée dans les premiers tomes. Selon Déborah Anex, Rowling aurait donc fait progresser son langage en même temps que son héros.
Pour Shavit, il convient pour un auteur de littérature jeunesse classique d'éviter à ses jeunes lecteurs de rencontrer dans son texte des situations ou des faits jugés inadaptés pour leur âge. Ainsi, la mort, pourtant très présente dans la série de Rowling, fait partie des sujets les plus censurés dans la littérature jeunesse, ne correspondant pas d'une manière générale aux valeurs et à la morale souhaitées dans les histoires pour enfants.
Selon Déborah Anex, les Harry Potter abordent des problématiques reflétant les inquiétudes des enfants et des adolescents au XXIe siècle, et portent sur des thèmes auxquels « les jeunes sont confrontés plus tôt dans leur vie ». La mort est constamment présente dans Harry Potter, ainsi que la violence par les représentants du Mal, comme du Bien. Les romans ne souhaitent pas « protéger » l'enfant lecteur. Pour certains écrivains comme Michael Rosen, la narration des Harry Potter est trop complexe pour des enfants, qui auraient des difficultés à s'approprier les thèmes « souvent sinistres » qui y sont abordés. Pour Déborah Anex, les Harry Potter se classent dans la catégorie des romans qui cherchent avant tout à présenter aux enfants un monde plus réaliste, comportant « des enjeux et des personnages forts » et évoquant des sujets qui les touchent d'une manière qui reste accessible.

## Écriture

### Origine

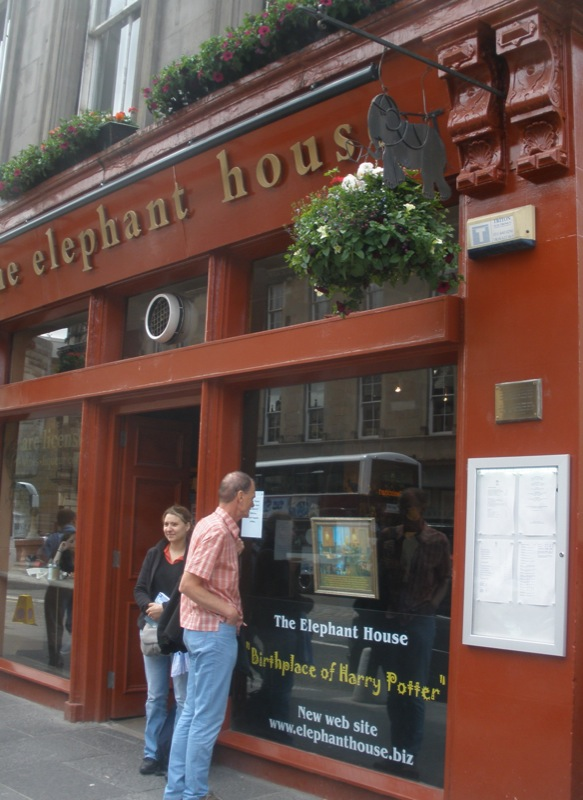
The Elephant House, un café d'Édimbourg où Rowling écrivit les premières scènes de Harry Potter. Sur la vitrine peut être lu Birthplace of Harry Potter (« Lieu de naissance de Harry Potter »).

En 1990, Joanne Rowling empruntait un train bondé se rendant à Londres depuis Manchester lorsqu'elle a eu pour la première fois l'idée du personnage de Harry Potter :

« J'écrivais presque sans interruption depuis l'âge de six ans, mais jamais une idée n'avait engendré chez moi une telle excitation. À mon immense frustration, je n'avais pas sur moi de stylo en état de marche, et j'étais trop timide pour en emprunter un à quelqu'un. Je pense aujourd'hui que ce fut une bonne chose, car je suis restée assise à réfléchir pendant quatre heures (le train a eu du retard), ce qui a permis à tous les détails de s'accumuler pour donner vie dans mon esprit à ce petit garçon maigre à lunettes et aux cheveux noirs qui ignorait qu'il était magicien. »

Dans une entrevue avec Lindsey Fraser, l'auteure indique que l'école de sorcellerie de Poudlard a été la première chose sur laquelle elle s'est concentrée durant son voyage, en imaginant un endroit assez dangereux où régnerait l'ordre, et situé dans un endroit isolé, probablement en Écosse (en hommage au lieu de mariage de ses parents). Cependant, elle précise n'avoir jamais vu de château existant pouvant être comparé à celui qu'elle a imaginé. C'est également durant ce voyage que sont nés les personnages de Ronald Weasley, Nick Quasi-Sans-Tête, Rubeus Hagrid et Peeves, ainsi que l'idée de faire sept sujets différents en sept livres.
L'auteure commence à rédiger le soir même à Manchester ce qui deviendra par la suite Harry Potter and the Philosopher's Stone (littéralement « Harry Potter et la Pierre Philosophale »), et le manuscrit s'enrichit très rapidement. Une foule de détails s'entasse dans des boîtes à chaussures. En parallèle, sa vie personnelle connait de nombreux bouleversements, qui influencent singulièrement la trame de son récit. L'histoire gagne en profondeur et en noirceur.
En septembre 1991, neuf mois après le décès de sa mère survenu prématurément, Joanne part enseigner à mi-temps l'anglais au Portugal, ce qui lui permet de poursuivre le manuscrit de Harry Potter. Les sentiments du personnage orphelin deviennent alors « bien plus profonds et tangibles ». C'est au début de son séjour au Portugal que l'auteure rédige son chapitre préféré du premier roman : « Le Miroir du Riséd ». Dans ce passage, Harry observe le miroir (qui a la faculté de montrer les désirs les plus profonds), et y voit ses parents disparus interagissant avec lui.
Après avoir donné naissance à sa fille, l'auteure emménage avec elle à Édimbourg à Noël 1993. Elle se hâte de terminer son livre avant de trouver un poste d'enseignant à plein temps, qu'elle tarde à obtenir. Dès que sa fille parvient à s'endormir, Joanne se précipite avec elle dans le café le plus proche pour continuer à écrire, puis retape tous les soirs ses textes au propre sur une machine à écrire. Pour l'auteure, il s'agit d'une période de dépression qui s'entame, de plus très difficile à gérer financièrement : « j'étais aussi pauvre qu’on peut l’être au Royaume-Uni aujourd’hui sans être SDF ». Cette période de sa vie l'aurait par ailleurs influencée pour concevoir les Détraqueurs, apparaissant à partir du troisième roman et répandant un sentiment de désespoir. Des créatures combattues par le charme du Patronus, une représentation symbolique de « l'espoir, du bonheur et du désir de vivre ».
Cinq ans ont ainsi été nécessaires pour mettre en place l'univers et construire le plan de chaque livre. Joanne rédige également les biographies complètes de la plupart de ses personnages, non destinées à être publiées mais conservées à titre de supports personnels.

### Publication
Joanne Rowling finit d'écrire Harry Potter and the Philosopher's Stone en 1995 et envoie le manuscrit à plusieurs agents littéraires. L'assistante de Christopher Little (deuxième agent contacté) lit le synopsis et les trois chapitres qui ont été envoyés et relève une tonalité humoristique séduisante. Après avoir demandé la suite à Joanne et lu toute l'histoire, l'assistante, très enthousiaste, n'hésite pas à soutenir l'auteure encore totalement inconnue, l'encourageant à développer un peu plus les règles du quidditch (le sport des sorciers) et le personnage de Neville Londubat. Elle parvient à convaincre son employeur de prendre Joanne sous contrat et Little se propose de la représenter.
En octobre 1996, après que huit autres éditeurs ont refusé le récit, Bloomsbury offre à Joanne une avance de 2 500 livres sterling pour la publication des 500 premiers exemplaires (en 2013, l'un de ces exemplaires peut être estimé autour de 176 000 euros). L'auteure ne cible pas de tranche d'âge particulière, mais les éditeurs choisissent de viser les enfants de neuf à onze ans. Il a été demandé à Joanne d'adopter un nom de plume neutre pour optimiser ses chances d'attirer les lecteurs de sexe masculin, qui seraient plus réticents à découvrir l'œuvre d'un écrivain féminin. L'auteure adopte donc le pseudonyme de « J. K. Rowling » (Joanne Kathleen Rowling), reprenant l'initiale du prénom de sa grand-mère en guise de « middle name ». Elle dédie le premier roman, publié le 27 juin 1997, à sa fille, sa mère et sa sœur.
L'illustration de couverture britannique est signée de Thomas Taylor. Elle représente le jeune Harry Potter surpris de découvrir le Poudlard Express et la voie 9¾, à l'intérieur de la gare King's Cross de Londres.

### Traductions

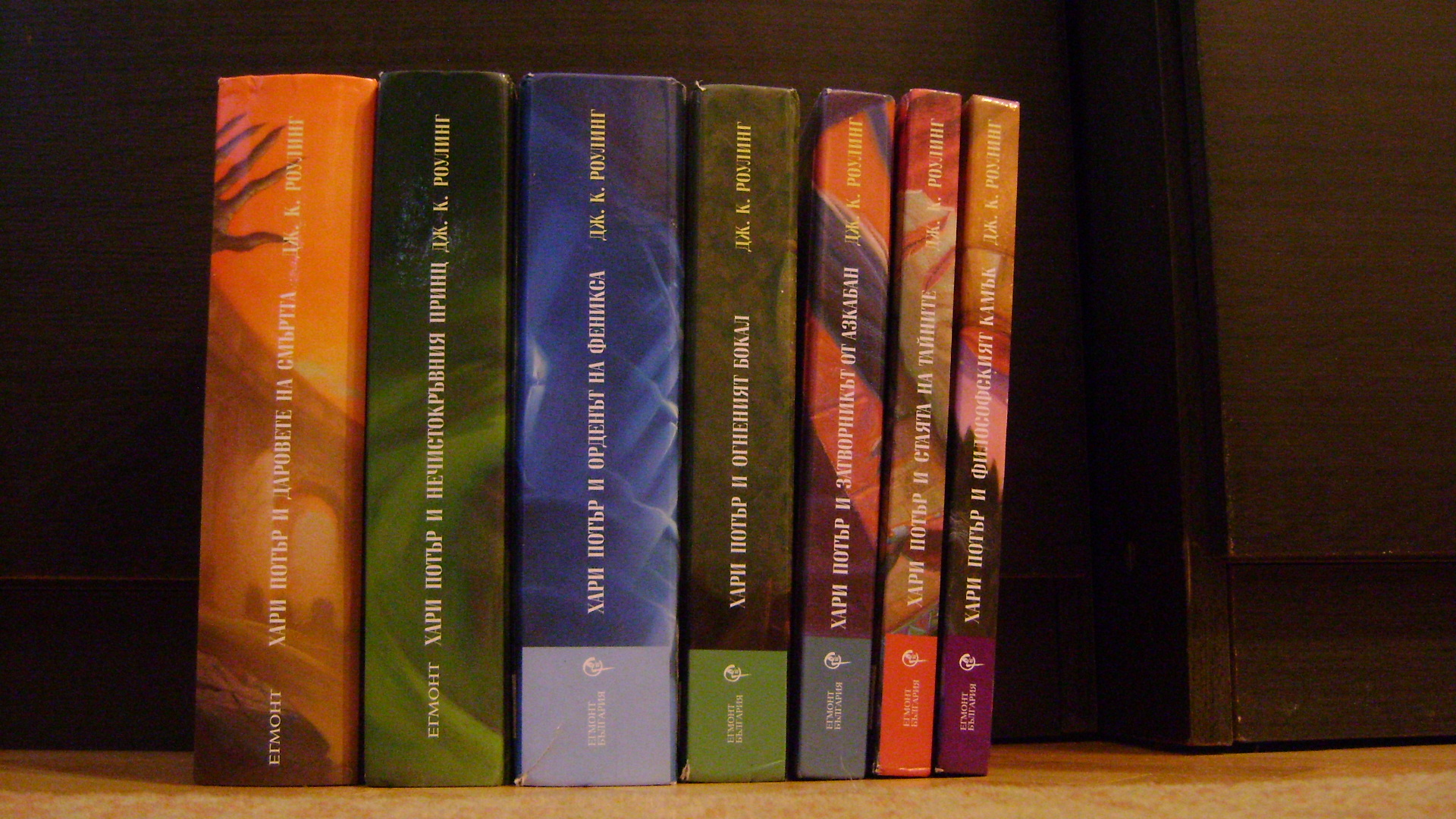
Une édition bulgare.

Les livres Harry Potter ont été traduits de l'anglais original en 79 langues, une 80e traduction en scots étant prévue pour octobre 2017,.
Un décalage de plusieurs mois s'impose entre les sorties anglaises et les sorties des traductions principales (français, allemand, espagnol, etc.), conduisant à la vente d'un nombre important de romans Harry Potter en version originale aux fans trop impatients pour attendre la sortie des livres dans leur propre langue.

#### Éditions françaises
« J'ai tout de suite été frappée par la maîtrise totale qu'avait cette jeune femme inconnue. Tous les éléments qui m'attiraient dans un texte : la véracité psychologique, la vivacité des dialogues, l'authenticité des sentiments, l'humour bien-sûr, l'inventivité… tout cela était présent. Un cocktail parfaitement bien mesuré. C'est très très rare pour un premier manuscrit. »

— Christine Baker (directrice éditoriale de Gallimard Jeunesse)
En recevant la légion d'honneur en février 2009, J. K. Rowling précise elle-même que Gallimard a été le premier éditeur de Harry Potter hors du Royaume-Uni.
La version française est sortie pour la première fois le 9 octobre 1998 dans la collection format de poche « Folio junior ». Harry Potter and the Philosopher's Stone devient Harry Potter à l'école des sorciers, l'éditeur français considérant cette traduction « plus forte et plus explicite que la traduction littérale du titre anglais pour un public français ».
Pour effectuer la traduction, le choix s'est rapidement porté sur Jean-François Ménard, qui était le traducteur préféré de Roald Dahl et qui disposait selon Baker de l'inventivité verbale et de l'humour nécessaires, ainsi que du même intérêt pour l’étymologie que J. K. Rowling elle-même.
Pour la traductrice juridique Déborah Anex, Ménard a effectivement porté une attention particulière à la traduction des noms propres et des formes humoristiques, en ayant conscience qu’ils donnaient un sens important que le public francophone devait comprendre, sans quoi le texte perdrait en informations. D'autres traductions de Harry Potter, comme la traduction espagnole, n'ont pas traduit ces noms propres. Selon Anne-Lise Feral, agent bilingue à l'université d'Édimbourg, le besoin de publier une traduction « moralement adéquate », pour la jeunesse française notamment, aurait eu pour conséquence de transformer ou de faire disparaître de la traduction des valeurs britanniques étrangères ou mal identifiées. Les aspects magiques et féeriques auraient été exagérés, et le réalisme des décors et des protagonistes en aurait pâti, en particulier dans le premier tome de la série.
L'illustration de couverture est signée Jean-Claude Götting. Jonathan Gray donne une nouvelle identité visuelle à la réédition française de 2011. Olly Moss illustre la réédition de 2016, Brian Selznick celle de 2019 et Stéphane Fert celle de 2023.
Pour célébrer les 20 ans de la série, Gallimard réédite progressivement depuis le 1er février 2018 chacun des sept tomes, en quatre versions cartonnées, aux couleurs de chacune des maisons de Poudlard,.

### Influences de J. K. Rowling

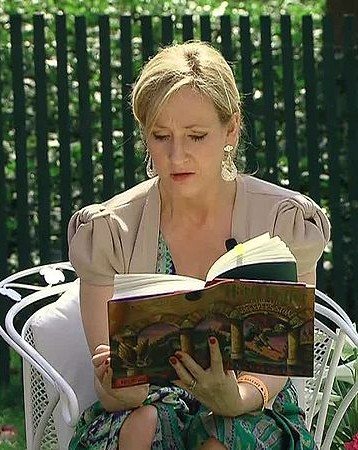
L'auteure J. K. Rowling lisant un passage de Harry Potter à l'école des sorciers.

Les livres Harry Potter contiennent un certain nombre de similitudes avec d'autres romans ; l'auteure s'étant ouverte à un large éventail de la littérature, à la fois classique et moderne. J. K. Rowling évoque elle-même de nombreuses œuvres et auteurs l'ayant inspirée lors de la rédaction de sa saga, comme Les Contes de Canterbury de Geoffrey Chaucer, Jane Austen et son analyse des comportements humains « de manière peu sentimentale et pourtant émouvante » (comme dans Emma), Jessica Mitford et son engagement dans la guerre civile espagnole, ou encore Louisa M. Alcott : « j'étais timide et je passais pas mal de mon temps à la bibliothèque à rechercher des héros qui me ressemblaient. Je me souviens de Jo March, qui avait du caractère ».
L'auteure reprend le concept général de Macbeth dans l'éventualité où son principal antagoniste Voldemort n'aurait jamais entendu parler de la fameuse prophétie mettant toute son histoire en marche, là où la « prédiction » devient le catalyseur d'une situation qui n'aurait sans doute jamais eu lieu si elle n'avait pas été prononcée. J. K. Rowling évoque également certains passages de la Bible, les histoires d'Edith Nesbit et ses personnages enfants très réalistes, ou encore l'armoire magique de l'univers de C. S. Lewis (Narnia) lorsque Harry doit se jeter à tâtons sur la barrière de King's Cross entre les voies 9 et 10 pour accéder à un monde différent.

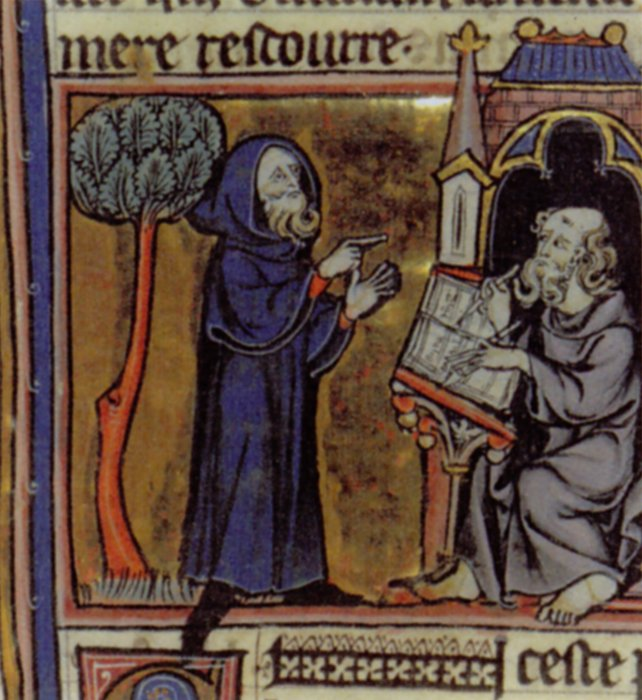
Merlin l'Enchanteur, enluminure d’un manuscrit français du XIIIe siècle.

Certaines similitudes se trouvent également dans L'Épée dans la pierre de T. H. White (adapté sous le nom de Merlin l'Enchanteur par les studios Disney), où un jeune orphelin débraillé rencontre le sorcier Merlin et le suit dans son château pour recevoir son éducation. D'après l'écrivain Phyllis D. Morris, la similitude entre le professeur Dumbledore et Merlin est évidente de par leur instinct de protection envers le jeune héros ou leur très forte ressemblance physique (longues barbes blanches et yeux bleus). Merlin est le mentor et guide du roi Arthur tout comme l'est Dumbledore pour Harry.
Les fans de l'univers de J. R. R. Tolkien ont également établi certains liens entre Le Seigneur des anneaux et la saga Harry Potter. Ceux-ci transparaissent particulièrement via les personnages propres aux deux écrivains : le Gríma (Wormtongue) de Tolkien et le Queudver (Wormtail) de Rowling, Arachne et Aragog, Gandalf et Dumbledore, les Nazgûl et les Détraqueurs, le Vieil Homme-Saule et le Saule cogneur ; il en va de même pour la représentation des horcruxes de Voldemort, aussi lourds à porter et difficiles à détruire (de par leur résistance et influence néfaste) que l'anneau unique de Sauron.

« Ce sont des comparaisons flatteuses : il y a des choses que j'admire beaucoup chez ces écrivains. Mais les ressemblances sont assez superficielles. Comme Tolkien, j'ai écrit une histoire qui se passe dans un monde imaginaire, mais je n'ai pas inventé une mythologie comme lui. »

— J. K. Rowling

## Accueil

### Succès commercial

#### Au Royaume-Uni

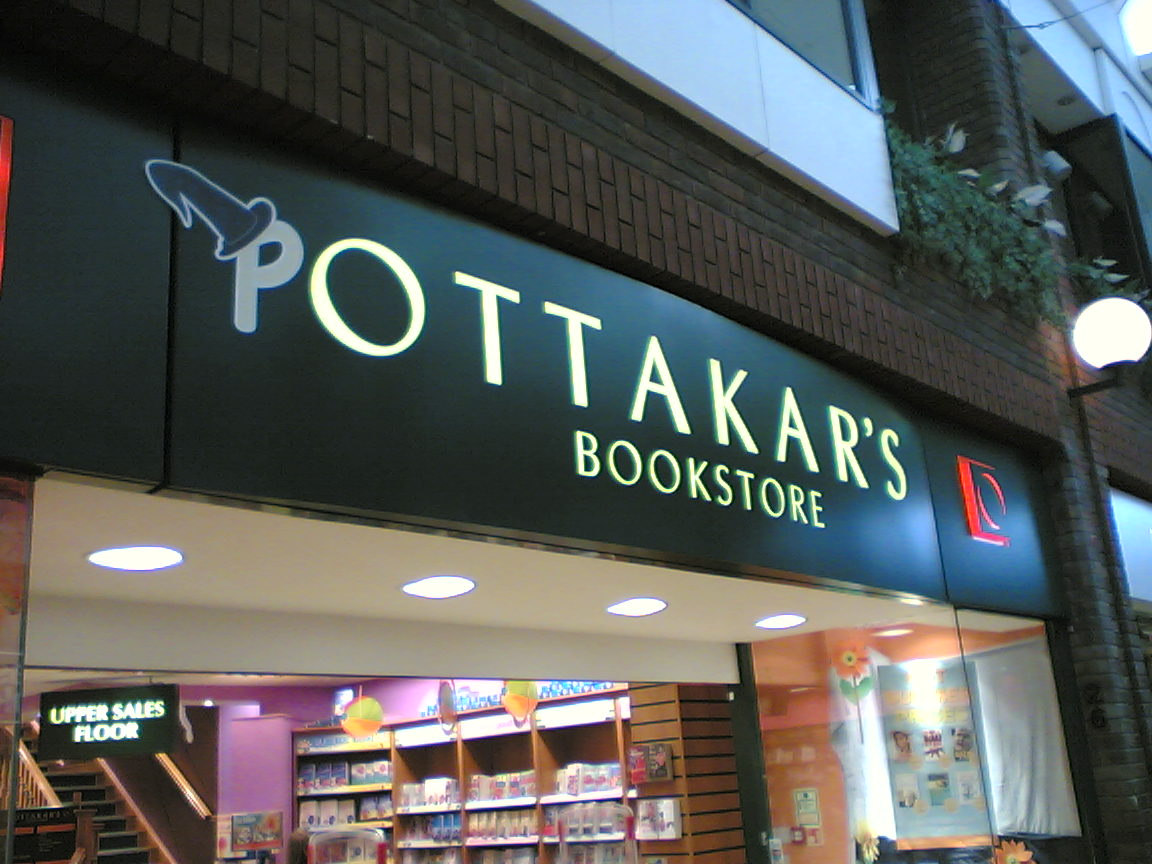
La chaîne britannique Ottakar's renomme ses librairies pour les lancements de Harry Potter.

L'intérêt du public et les ventes de Harry Potter and the Philosopher's Stone ne cessent de croître. En cinq mois au Royaume-Uni, l'ouvrage s'écoule à près de 30 000 exemplaires, bien au-delà des espérances de Bloomsbury qui prévoyait seulement 1 000 copies pour l'ensemble du pays.
Le troisième épisode, Harry Potter and the Prisoner of Azkaban atteint les 68 159 exemplaires vendus dans le premier week-end de sa sortie en 1999, sur les étalages et par correspondance. Le lancement de chaque volume fait depuis lors l'objet d'intenses campagnes de communication et en général 60 % des ventes, « très fortement événementielles », ont lieu dans les premiers jours :

« J’ai su que ça devenait vraiment quelque chose d’important lorsque les libraires n’ont pas eu le droit de mettre en vente Le Prisonnier d’Azkaban avant 17 heures afin que les enfants ne sèchent pas l’école pour aller l’acheter. »

— Bryony Evens (assistante de l'agent littéraire de J. K. Rowling)
Le quatrième tome se vend à 372 775 exemplaires le premier jour de sa sortie en juillet 2000, ce qui est un record. En un jour, les fans s'arrachent près de 1,8 million d'exemplaires de Harry Potter and the Order of the Phoenix mis en vente dès le vendredi 23 juin 2003 à minuit. Il s'en vend plus de huit à la seconde et ses pré-commandes sont dix fois plus élevées que pour le précédent volume, faisant du cinquième tome l’un des plus grands succès de l’histoire de l’édition. J. K. Rowling figure désormais parmi les auteurs britanniques les plus lus de la planète avec Shakespeare et Agatha Christie, devenant plus riche que la reine d'Angleterre, avec une fortune estimée, selon le Times, à 280 millions de livres sterling (400 millions d’euros).

#### Dans les pays francophones
Gallimard est le premier éditeur étranger à publier Harry Potter. Les pays francophones n'échappent pas au phénomène, qui touche aussi bien les enfants que les adultes, ce qui est rare, notamment en France, pour un livre jeunesse. Ainsi en 1999, le premier volume Harry Potter à l'école des sorciers, passé « presque inaperçu », reçoit le prix Sorcières, décerné par les libraires spécialisés jeunesse. En octobre 2007, plus de 21 millions d'exemplaires de la série ont été vendus sur le territoire français.
Harry Potter et les Reliques de la mort, ultime tome de la série, a été tiré à 2,3 millions de copies, équivalant à 7 à 8 % des livres édités par Gallimard dans l'année, toutes catégories confondues. Chaque sortie de livre Harry Potter permet à la maison d'édition de générer entre 12 et 15 % de son chiffre d'affaires annuel.

« La plume de J. K. Rowling est allègre et malicieuse. Son goût de la fantaisie est communicatif et son sens du suspense laisse haletant. »

— Jacques Baudou (Le Monde, janvier 1999)

#### Dans le monde

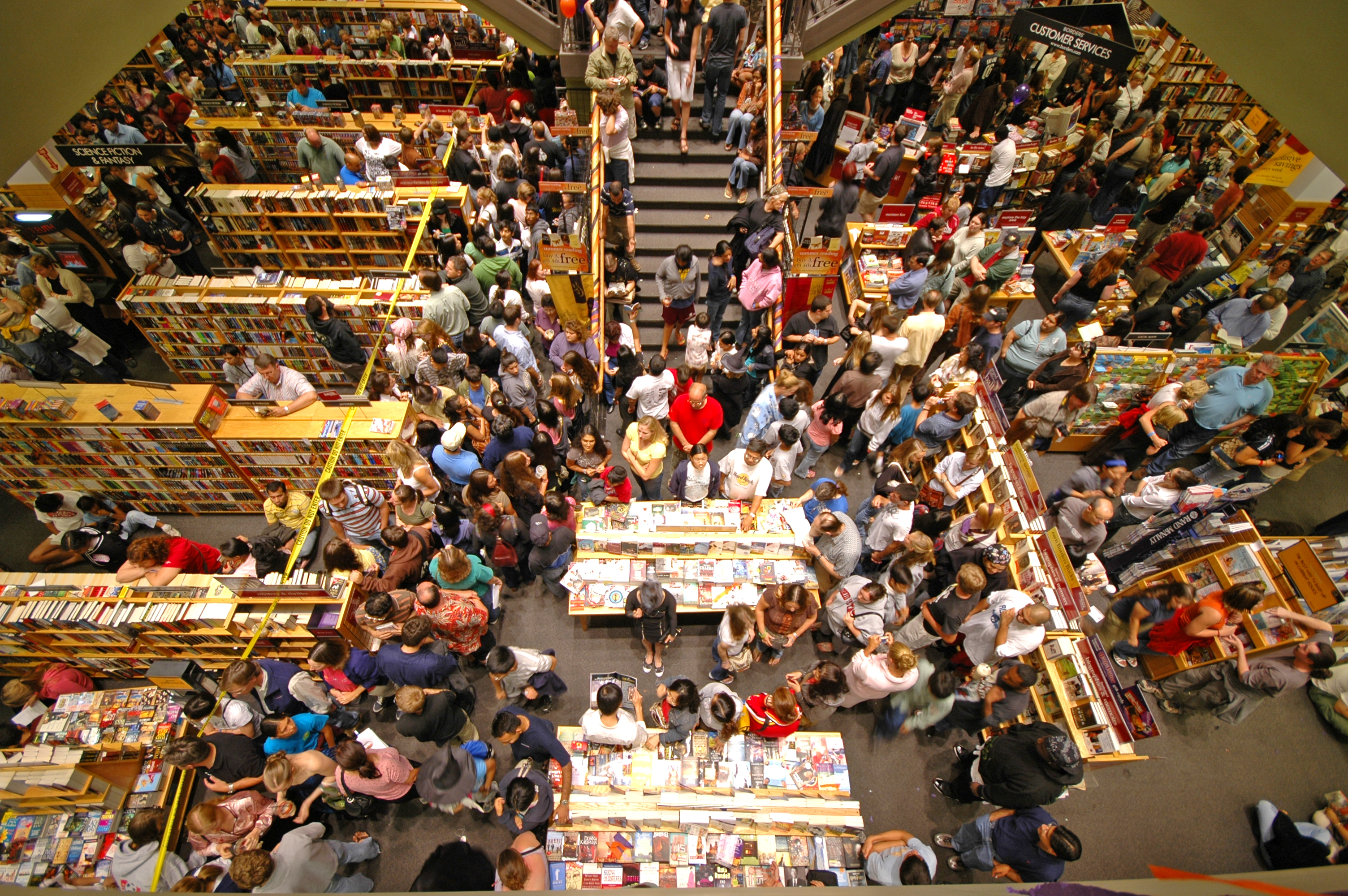
En attendant la sortie du septième tome dans une libraire à Sunnyvale (Californie), en 2007.

Les ventes s'envolent littéralement à partir des années 2000, à la sortie du quatrième tome. Harry Potter devient alors un véritable phénomène éditorial. Selon l'universitaire Cécile Boulaire, « le succès de la série, dont la légende veut qu'il soit né d'un bouche-à-oreille positif, repose en réalité, au moins depuis le quatrième volume, sur une stratégie marketing encore inédite, qui ne laisse aucune place à l'improvisation ».
Les fans ont été si impatients de découvrir le contenu des derniers volumes que les librairies du monde entier ont commencé à tenir des événements coïncidant avec le communiqué qui stipulait le début des ventes à minuit. Des événements comportant généralement une répartition dans les maisons à l'image de Poudlard, des jeux, des séances maquillage et autres divertissements en direct ont connu une grande popularité auprès des fans de Harry Potter, attirant les foules et contribuant à vendre près de 9 millions des 10,8 millions d'exemplaires prévus de Harry Potter et le Prince de sang-mêlé dans les premières vingt-quatre heures.

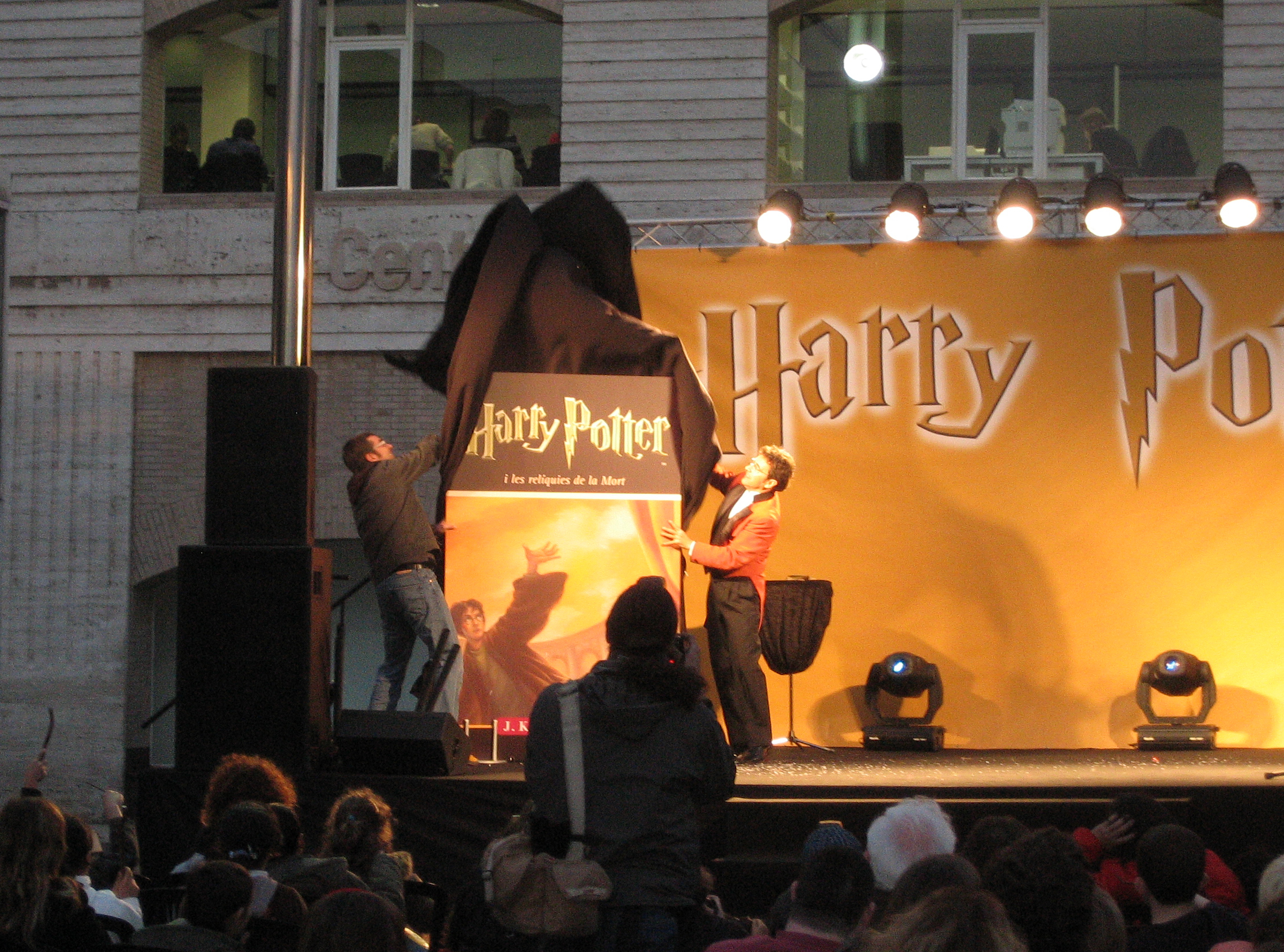
Découverte de la couverture de l'édition catalane de Harry Potter et les Reliques de la Mort, 2008.

En juillet 2007, le septième et dernier roman, Harry Potter et les Reliques de la Mort, dépasse le cap des deux millions de pré-commandes sur Amazon : c'est la première fois qu’un livre atteint ce chiffre avant sa sortie. Les Reliques de la Mort devient le livre le plus vendu de l'histoire, en déplaçant 11 millions de personnes dans les vingt-quatre premières heures de sa mise en vente. La série a également rassemblé des fans adultes, menant à la publication de deux éditions de chaque livre de Harry Potter identiques dans leur contenu mais comportant de nouvelles couvertures adaptées au public adulte.
Aux États-Unis, ce sont plusieurs centaines de milliers d'exemplaires vendus dès sa parution en 1998. En 2007, le tirage initial du dernier volume de la série s'élève dans le pays à 12 millions d'exemplaires, un nouveau record.
Les romans de la série Harry Potter, ont tous été des best-sellers acclamés par les critiques. Les ventes globales sont estimées à plus de 500 millions d'exemplaires dans le monde en 2018, sur 140 pays. Le succès commercial de la série fait qu'elle reste en 2018 la série la plus vendue de l'histoire et fait de son auteure, J. K. Rowling, la première écrivaine milliardaire de l'histoire de l'édition,.

### Honneurs et reconnaissance

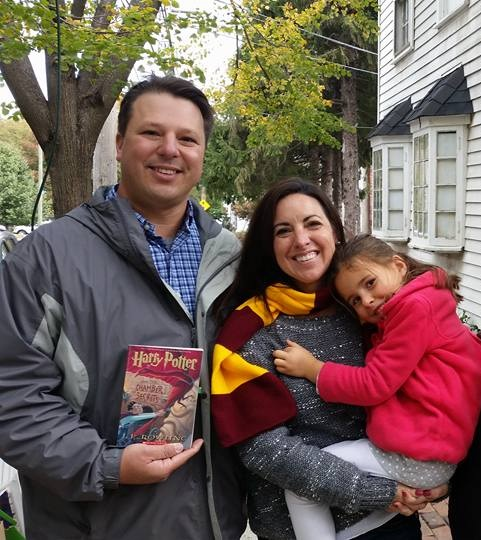
La politicienne Melissa Bailey faisant la promotion de la lecture de Harry Potter à Philadelphie.

La série Harry Potter s'est vue récompensée de nombreux prix depuis la publication initiale de L'école des sorciers. Parmi ces prix figurent notamment quatre Whitaker Platinum Book Awards (tous décernés en 2001), deux Prix du livre du Conseil des Arts d'Écosse en 1999 et 2001, le Prix Costa du livre pour enfant en 1999 et un British Book Award dans la catégorie « livre de l'année » en 2006. En 2000, Le Prisonnier d'Azkaban est nommé pour le Prix Hugo du meilleur roman et La Coupe de feu le remporte en 2001. Les distinctions honorifiques incluent une recommandation pour la Médaille Carnegie en 1997, une figuration sur les listes des meilleurs livres de l’American Library Association, du New York Times et de la bibliothèque publique de Chicago, ainsi que l'attribution en France de la Légion d'honneur en 2009.
En 2002, le sociologue britannique Andrew Blake a classé Harry Potter parmi les icônes de la culture populaire britannique, à l'image de James Bond ou de Sherlock Holmes. En 2003, quatre des livres figurent dans le top 24 du sondage littéraire de la BBC concernant les romans les plus aimés au Royaume-Uni. Sur la base d'un sondage en ligne de 2007, la première organisation syndicale des États-Unis, regroupant notamment des enseignants, a inscrit Harry Potter dans son top 100 des meilleurs livres « enseignement » pour enfants.

### Critiques littéraires
Au début de son histoire, Harry Potter reçoit des critiques très positives. À la publication du premier roman, celui-ci attire l'attention des journaux écossais, tels que The Scotsman, qui précise alors que Harry Potter a « toutes les étoffes d'un classique ». Bientôt, les journaux anglais se rejoignent pour évoquer une comparaison à l'œuvre de Roald Dahl. The Mail on Sunday le classe comme « un début des plus imaginatifs depuis Roald Dahl », un point de vue repris par le Sunday Times (« les comparaisons à Dahl sont, cette fois, justifiées »), tandis que The Guardian le qualifie de « roman richement texturé offert par un esprit inventif ».
Au moment de la sortie du cinquième opus, Harry Potter et l'Ordre du Phénix, les livres ont commencé à recevoir un certain nombre de critiques sévères. Professeur à l'Université Yale et critique littéraire, Harold Bloom a remis en question les mérites littéraires attribués aux livres. Ainsi, pour Bloom, « l'esprit de Rowling est tant gouverné par les clichés et métaphores dépassées qu'elle n'a aucun autre style d'écriture à proposer ». Le critique et écrivain anglais Anthony Holden s'est exprimé dans The Observer au sujet de sa propre expérience alors qu'il jugeait Harry Potter et le Prisonnier d'Azkaban à l'attribution du Prix Costa (que Rowling a remporté en 1999). Sa vision globale de la série était négative : « la saga de Potter est essentiellement condescendante, conservatrice, hautement dérivée et profondément nostalgique d'une Angleterre révolue ». Ursula K. Le Guin, auteure de science-fiction et de fantasy, a précisé : « Je n'ai pas grande opinion de cela. Quand tant de critiques adultes s'emballent à propos de l'« incroyable originalité » du premier livre de Harry Potter, je demeure un peu perplexe. Il semble que cela soit un fantasme d'enfant réalisé à travers un « roman d'école », accessible pour ce groupe d'âge, mais stylistiquement ordinaire, imaginativement dérivé et éthiquement plutôt malsain ». De son côté, Michael Rosen, romancier et poète, pense que les livres ne sont pas adaptés aux enfants, qui seraient probablement incapables de saisir la complexité des thèmes abordés.
L'auteure et essayiste anglaise Fay Weldon, tout en admettant que la série n'est pas « ce que les poètes attendent », continue néanmoins à dire « mais ce n'est pas de la poésie, c'est lisible, accessible, une prose utile dans le quotidien ». Le critique littéraire A. N. Wilson a fait l'éloge de la série Harry Potter dans The Times, affirmant : « Il n'y a pas beaucoup d'écrivains ayant la capacité Dickensienne de J. K. Rowling à nous faire tourner les pages, pleurer ouvertement et quelques pages plus tard, à rire à des plaisanteries invariablement bonnes… Nous avons vécu une décennie à suivre la publication des histoires les plus vivantes, les plus drôles, les plus effrayantes et les plus émouvantes jamais écrites ». Charles Taylor de Salon.com, qui est avant tout un critique de cinéma, a rejeté les allégations selon lesquelles la série manquait de mérite littéraire sérieux et qu'elle ne devait son succès qu'aux garanties qu'elle offrait auprès des enfants. Taylor a souligné la tonalité plus sombre qu'adoptaient progressivement les livres, notamment au travers de meurtres. Il soulève également les blessures psychologiques et l'isolement social provoqués par ces pertes. Selon Stephen King, la série représente « un exploit dont seulement une imagination supérieure est capable » et a déclaré que « les jeux de mots de Rowling et son sens de l'humour » étaient « remarquables ». Il ajoute que « Harry prendra sûrement sa place auprès d'Alice, de Huck, de Frodon et de Dorothy. C'est non seulement la série de la décennie, mais également celle de tous les âges ».

### Répercussions culturelles et sociales

#### Au Royaume-Uni

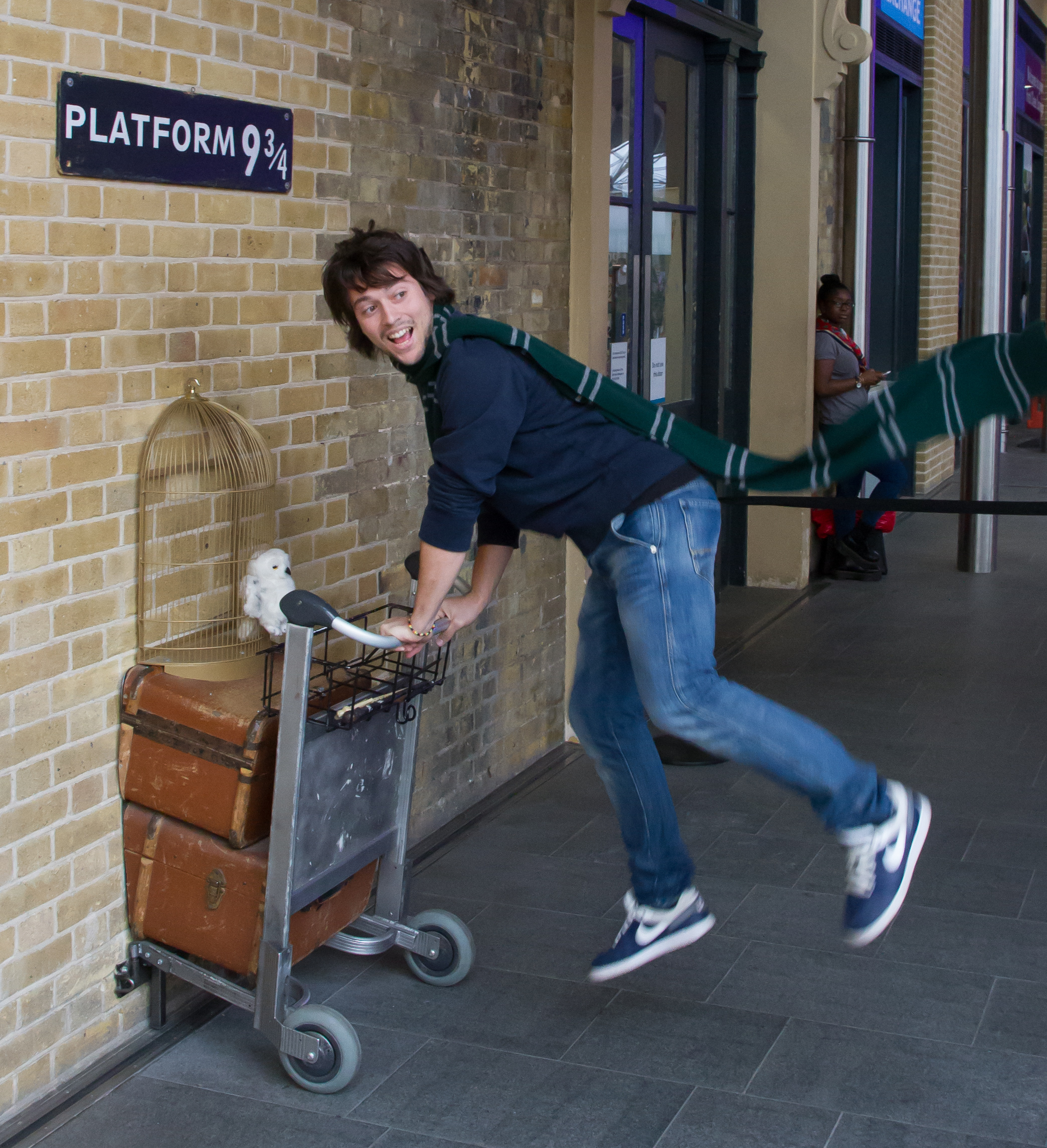
Un clin d'œil à Harry Potter à l'intérieur de la gare de King's Cross, où un chariot a été encastré dans un mur.

La Pottermania s'étend également au monde du réel. Ainsi, en Angleterre, la fameuse gare londonienne de King's Cross bénéficie aujourd'hui d'une pancarte indiquant la fameuse « voie 9 ¾ », ainsi que d'un chariot à bagages encastré dans le mur en clin d’œil à la série : « Cela me rend extrêmement fière à chaque fois que je passe devant » avoue J. K. Rowling. Par ailleurs, le mot « Moldu » (Muggle) s'est répandu au-delà de son origine potterienne, devenant l'un des quelques mots de la culture populaire figurant dans l’Oxford English Dictionary.

#### En France
Le succès sans précédent de la série a montré qu'enfants et adolescents n'étaient pas réfractaires à la lecture. Des « pavés » de plusieurs centaines de pages, sans images, sont dévorés, le plus souvent en quelques heures et parfois même en version originale.
A cause des délais de traduction et les coupes des premiers tomes dans les versions françaises, la série de romans incite de plus en plus les français à lire en anglais «  au pays de la VF toute-puissante » selon Télérama. Même des collégiens se lancent dans la lecture du dernier tome de 607 pages avec l'aide de leurs familles, de leurs professeurs d’anglais et de sites web spécialisés. Pour la première fois avec Harry Potter and the Order of the Phoenix, un livre anglais a figuré parmi les meilleures ventes de livres en France.

#### Dans le monde
Le quotidien israélien Maariv rapporte que la tombe d'un soldat anglais homonyme (le Caporal Harry Potter, mort en 1939 à Hébron lorsque la Palestine était encore sous mandat britannique, et enterré à Ramla près de Tel-Aviv), fait l'objet de « pèlerinages » de la part de touristes, bien qu'il n'ait jamais eu de lien avec la série de livres et de films. Ceci est interprété comme un besoin de créer un objet d'illusion. C'est un processus également à la base de l'érotomanie, où il est toutefois beaucoup plus prégnant.
Plus récemment, des personnages et éléments de la série ont inspiré les noms scientifiques de plusieurs organismes. Le château de Poudlard (Hogwarts), par exemple, a inspiré le nom du dinosaure Dracorex hogwartsia, le Choixpeau de Gryffondor celui de l'araignée Eriovixia gryffindori, les Détraqueurs (Dementors) celui de la guêpe Ampulex dementor ou encore le personnage de Severus Rogue pour le crabe Harryplax severus. L'univers de Harry Potter est de plus en plus souvent mentionné par les personnages de nombreux films et séries comme Lost, Dr House, Falling Skies, Supernatural, Le diable s'habille en Prada, Yes Man ou Parents à tout prix ainsi que The Big Bang Theory, ou plus récemment Marvel : Les Agents du SHIELD, Boyhood ou encore Love Actually.

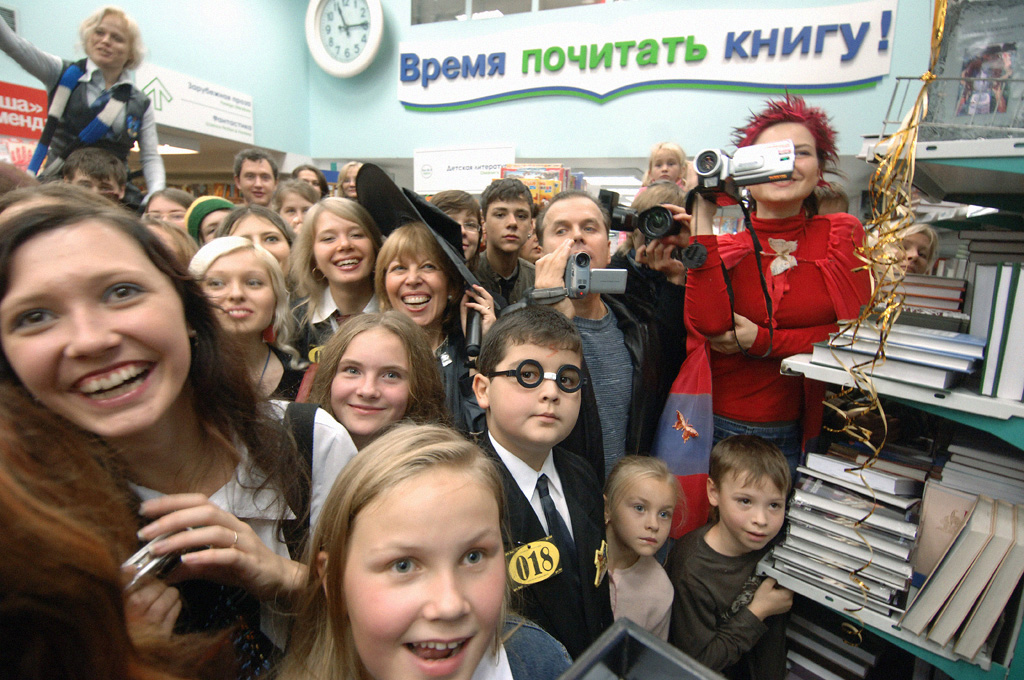
Publication de l'édition russe de Harry Potter et les Reliques de la Mort.

Par ailleurs, selon Joyce Fields de l'université Columbia, les livres illustrent quatre des cinq sujets fondamentaux d'une classe de sociologie de première année : les concepts sociologiques comprenant la culture ; la société et la socialisation ; la stratification et l'inégalité sociale, et la théorie et les institutions sociales. Dans un article du New York Times, Christopher Hitchens a salué Rowling pour avoir créé « un monde de démocratie et de diversité ». En 2016, lors de la campagne présidentielle américaine, une étude affirme que trois thèmes « politiques » sont largement prédominants à travers les livres : la valeur de la tolérance et le respect de la différence, l'opposition à la violence et aux punitions, et les dangers de l'autoritarisme. D'autres études menées aux États-Unis auprès de plus d'un millier d'étudiants ont démontré que les lecteurs de la série étaient jugés plus tolérants, davantage opposés à la violence et à la torture, moins autoritaires et moins cyniques que les personnes ne l'ayant pas lue.

### Controverses
Les livres ont fait l'objet d'un certain nombre de procédures judiciaires, résultant de divers conflits concernant les atteintes aux droits d'auteur. La popularité et la grande valeur marchande de la série ont conduit l'auteure J. K. Rowling, ses éditeurs et Warner Bros à prendre des mesures légales pour protéger leurs droits, incluant l'interdiction de vente d'imitations de Harry Potter, ciblant les propriétaires de certains sites Web. L'auteure Nancy Stouffer a été condamnée à ses dépens à la suite de ses accusations selon lesquelles Rowling aurait plagié son travail. Divers conservateurs religieux ont également estimé que les livres Harry Potter favorisaient la sorcellerie et la religion Wicca et les ont considérés, par conséquent, inadaptés aux enfants,.
De 1997 à 1998, Harry Potter à l'école des sorciers a remporté presque toutes les récompenses britanniques attribuées par des enfants, mais aucun des prix de livres pour enfants jugés par des adultes. Selon l'écrivain Sandra Beckett, le snobisme intellectuel envers les livres populaires parmi les enfants en serait l'une des raisons majeures.
Par ailleurs, certains auteurs ont reconnu sous la plume ou dans les paroles de J. K. Rowling des valeurs progressistes (avec notamment l'annonce de l'homosexualité de son personnage Dumbledore) ou encore des messages subversifs et anarchistes, notamment dans l'idée de l'acceptation de la mort du personnage principal ou le fait que Dumbledore « accorde pratiquement des points pour la violation des règles ». La critique Christine Schoefer de Salon.com a affirmé que les livres présentaient en outre un monde patriarcal rempli de stéréotypes et adhérant au « postulat classique que les hommes gouvernent le monde et qu'il doit en être ainsi ».

## Adaptations

### Cinéma

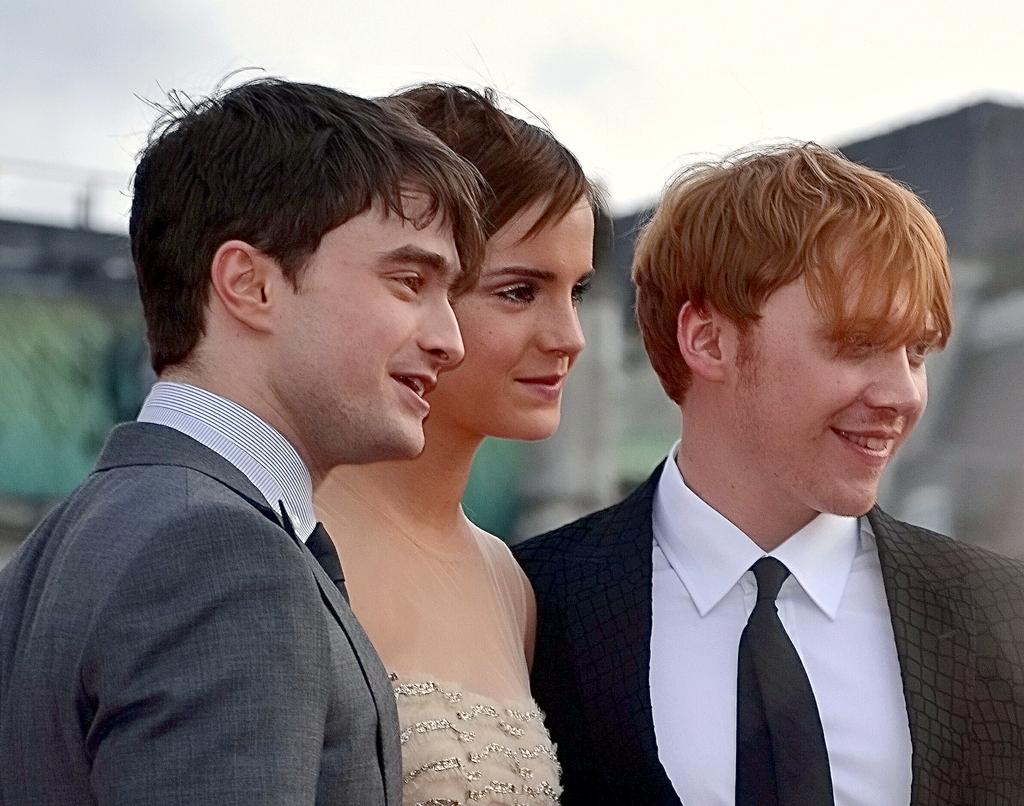
Le trio Radcliffe, Watson et Grint, interprètes de Harry Potter, Hermione Granger et Ron Weasley dans les films Harry Potter (2001-2011).

Le studio américain Warner Bros. a dès la parution du troisième volume commencé à adapter les romans au grand écran.
Les deux premiers épisodes ont été adaptés au cinéma par le réalisateur Chris Columbus. C'est le jeune acteur Daniel Radcliffe qui joue Harry Potter, accompagné de Rupert Grint dans le rôle de Ron Weasley et d'Emma Watson dans le rôle d'Hermione Granger. L'adaptation cinématographique du troisième roman a été confiée cette fois à Alfonso Cuarón, qui s'est quelque peu écarté des choix de son prédécesseur. Mike Newell est le réalisateur du quatrième opus qui mêle les styles de ses deux prédécesseurs sur fond de blockbuster. David Yates, quant à lui, s'est chargé de la réalisation des cinquième et sixième films. Il a réalisé également le septième volet, mais de manière un peu particulière : en effet, le film, trop long s'il était réalisé en une seule partie, a donc été divisé en deux opus qui sont sortis au cinéma à huit mois d'intervalle.
1. Harry Potter à l'École des Sorciers de Chris Columbus (5 décembre 2001)
2. Harry Potter et la Chambre des Secrets de Chris Columbus (4 décembre 2002)
3. Harry Potter et le Prisonnier d'Azkaban de Alfonso Cuarón (2 juin 2004)
4. Harry Potter et la Coupe de Feu de Mike Newell (30 novembre 2005)
5. Harry Potter et l'Ordre du Phénix de David Yates (11 juillet 2007)
6. Harry Potter et le Prince de sang-mêlé de David Yates (15 juillet 2009)
7. Harry Potter et les Reliques de la Mort 1re partie de David Yates : (24 novembre 2010)
8. Harry Potter et les Reliques de la Mort 2e partie de David Yates : (13 juillet 2011)

Ces adaptations ont connu un important succès dans les salles. Elles ont rapporté plus de huit milliards de dollars et accèdent, entre 2011 et 2017, à la seconde place des franchises les plus rentables de tous les temps (après celle de l'univers Marvel),. À propos de ces films, J. K. Rowling a déclaré avoir quelquefois regretté d'avoir cédé les droits cinématographiques, tout en ayant particulièrement apprécié les décors de Stuart Craig, ainsi que l'intuition et l'originalité d'Alfonso Cuarón.
Les parcs à thème The Wizarding World of Harry Potter, dont le premier a ouvert en 2010, appartiennent à Universal et proposent notamment une visite du village de Pré-au-Lard et du Chemin de Traverse à tailles réelles (tels que matérialisés dans les films), ainsi que des attractions sur le thème de Harry Potter.
En novembre 2021, le site WizardingWorld.com annonce le tournage d'une émission de rétrospective intitulée Return to Hogwarts (« Retour à Poudlard »), qui célèbre les 20 ans du premier film de la franchise,. À cette occasion, Daniel Radcliffe, Rupert Grint et Emma Watson retournent au Warner Bros. Studio Tour de Londres, de même que de nombreux autres acteurs et membres de l'équipe, pour y évoquer notamment le phénomène culturel Harry Potter et leurs souvenirs de tournage. L'émission est diffusée à partir du 1er janvier 2022 sur HBO Max (États-Unis), Salto (France), Tipik (Belgique), RTS 1 (Suisse) et Crave (Canada).

### Série télévisée
Le 12 avril 2023, HBO annonce la production d'une série télévisée Harry Potter, avec une nouvelle distribution. Il est prévu qu'elle comporte sept saisons (une saison par roman), produites sur une dizaine d'années, et que J. K. Rowling en soit la productrice exécutive avec ses collaborateurs Neil Blair et Ruth Kenley-Letts,. En avril 2023, David Heyman, le producteur historique de la franchise cinématographique, est en discussions pour participer au nouveau projet, et son implication est confirmée cinq mois plus tard,. Francesca Gardiner est retenue en tant que scénariste, et Mark Mylod réalisera plusieurs épisodes de la série. Harry Potter est incarné par Dominic McLaughlin ; Hermione Granger par Arabella Stanton et Ron Weasley par Alastair Stout.
Le tournage commence officiellement le 14 juillet 2025 et la série sera diffusée à partir de 2027.

### Théâtre
Une pièce de théâtre intitulée Harry Potter et l'Enfant maudit est jouée en deux parties (de 2 h 30 chacune) au Palace Theatre à Londres, à partir du 31 juillet 2016. Elle a été écrite par Jack Thorne et mise en scène par John Tiffany, en collaboration avec J. K. Rowling. Le script de la pièce est également publié le même jour au Royaume-Uni, puis le 14 octobre en France.
La représentation de la pièce à Londres est bien accueillie en raison de la mise en scène très pointilleuse de Tiffany et de son décor à grand budget : le spectateur retrouve sur scène notamment les escaliers mouvants, les portraits parlants, etc. Le script de la pièce est en revanche très fréquemment qualifié de « fanfiction » en raison de son trop grand nombre d'incohérences et de « dialogues mièvres », en comparaison de l'histoire originelle de J. K. Rowling.

### Livres audio
Les sept romans ont été traduits en français par Jean-François Ménard et sont sortis en version audio entre 2000 et 2017.
L'acteur Bernard Giraudeau a effectué la lecture sonore de la traduction francophone des quatre premiers romans (donnant une voix particulière à chaque personnage). À la suite de son décès le 17 juillet 2010, Dominique Collignon-Maurin a pris sa suite à partir de Harry Potter et l'Ordre du Phénix en octobre 2016 :
- J. K. Rowling, Harry Potter à l'école des sorciers, Gallimard, 2000 (ISBN 9782070544875)Narrateur : Bernard Giraudeau ; support : 6 cassettes audio[216] (2000) puis 1 disque compact audio MP3 (nouvelle édition 2013) ; durée : 8 heures[217].
- J. K. Rowling, Harry Potter et la Chambre des secrets, Gallimard, 2001Narrateur : Bernard Giraudeau ; support : 8 disques compacts audio MP3 (2001) puis 2 disques compacts audio MP3 (nouvelle édition 2016) ; durée : 8 heures[218].
- J. K. Rowling, Harry Potter et le Prisonnier d'Azkaban, Gallimard, 2002Narrateur : Bernard Giraudeau ; support : 2 disques compacts audio MP3 (2002 et nouvelle édition 2016) ; durée : 11 heures[219].
- J. K. Rowling, Harry Potter et la Coupe de feu, Gallimard, 2007Narrateur : Bernard Giraudeau ; support : 3 disques compacts audio MP3 (2007 et nouvelle édition 2016) ; durée : 16 heures[220].
- J. K. Rowling, Harry Potter et l'Ordre du Phénix, Gallimard, 3 octobre 2016 (ISBN 9782070604258)Narrateur : Dominique Collignon-Maurin ; support : 4 disques compacts audio MP3 ; durée : 31 heures[215].
- J. K. Rowling, Harry Potter et le Prince de sang-mêlé, Gallimard, 11 mai 2017 (ISBN 9782075085038)Narrateur : Dominique Collignon-Maurin ; support : 3 disques compacts audio MP3 ; durée : 21 heures 30 minutes[221].
- J. K. Rowling, Harry Potter et les Reliques de la Mort, Gallimard, 12 octobre 2017 (ISBN 9782075105200)Narrateur : Dominique Collignon-Maurin ; support : 3 disques compacts audio MP3 (2017 et nouvelle édition 2018) ; durée : 26 heures[222].

Les versions originales sont lues par l'acteur et humoriste britannique Stephen Fry. Les versions américaines sont lues par l'acteur Jim Dale.

## Pottermore
Le site internet Pottermore est ouvert au grand public entre avril 2012 et octobre 2019,. Proposé à l'origine par J. K. Rowling, le site permettait à cette dernière d'y ajouter du contenu inédit autour de son univers magique et de donner un aperçu alternatif de sa série.
La première version ludique du site proposait notamment aux utilisateurs d'être répartis dans une maison de Poudlard (en répondant à un questionnaire établi par l'auteure elle-même) et de participer à quelques mini-jeux, comme préparer des potions, apprendre des sortilèges, se battre en duel, etc. Le site était construit de manière que les utilisateurs fassent l'expérience de l'histoire en découvrant au fur et à mesure de leur progression dans l'intrigue, des contenus inédits écrits par J. K. Rowling sur des personnages principaux, des lieux ou des objets magiques y figurant.
Le site a été entièrement revu dans son concept en septembre 2015. Les mini-jeux et le rappel de l'histoire roman par roman ont été supprimés. Pottermore est alors conçu à la manière d'une encyclopédie plus sobre et dynamique, reprenant également des images des films adaptés. Le site regroupe tous les contenus inédits de l'auteure dans une rubrique spécifique.
En octobre 2019, Pottermore a été clôturé et une grande partie de son contenu a été déplacée sur un nouveau site officiel, WizardingWorld.com, qui regroupe les informations relatives à Harry Potter et à la série de films dérivée Les Animaux fantastiques.

## L'univers des fans

### Sur Internet
Harry Potter est une œuvre très plébiscitée par les jeunes. Cette génération, très tournée vers Internet, a su faire vivre sa passion sur la toile en développant de très nombreux sites et forums sous la forme de sites d'informations, de sites interactifs, de forums pratiquant le RPG. Le plus répandu réside dans le concept de Poudlard Interactif ou PI comme Poudlard.fr (anciennement Magicland) ou Poudlard.org, où les membres peuvent vivre à la manière d'élèves sorciers en suivant des cours, en jouant au célèbre quidditch, en réalisant des duels, ou en s'exerçant à divers concours. Tous ces sites ne sont pas exploités et gérés par Warner ou J. K. Rowling, à la différence de Pottermore.

### Potterfictions
Les Potterfictions sont des fictions écrites par des fans de l'univers de Harry Potter, et basées sur l'histoire et les personnages de la série originale de J. K. Rowling. Elles sont généralement publiées sur des sites de fanfictions comme FanFiction.Net, ou des sites spécialisés de « Potterfictions ». Elles suivent couramment le plan habituel des ouvrages de la série d'origine (sur une année scolaire) avec ses personnages originaux, tout en développant par exemple l'histoire de personnages inédits. Certains auteurs inventent une suite à l'histoire d'origine, d'autres une préquelle mettant en scène ses personnages secondaires, comme les quatre Maraudeurs (James Potter, Sirius Black, Remus Lupin et Peter Pettigrow), à l'époque de leur propre scolarité à Poudlard dans les années 1970 (cette période étant brièvement abordée dans l'œuvre).
Certaines Potterfictions se détachent de l'ensemble par leur originalité. L'une des plus représentatives est probablement Harry Potter et les Méthodes de la Rationalité, publiée en ligne entre 2010 et 2015, traduite en plusieurs langues et ayant atteint une notoriété mondiale. Le blogueur américain Eliezer Yudkowsky y adapte l'histoire originale du personnage de Harry Potter, formé ici à la pensée rationnelle et tentant d'expliquer la sorcellerie de son univers par la méthode scientifique. Selon une étude dans le Hindustan Times, la fiction de Yudkowsky, étendue sur près de 2 000 pages, dépeint le conflit entre le bien et le mal à l'image d'une bataille entre la connaissance et l'ignorance.

### Mouvements musicaux

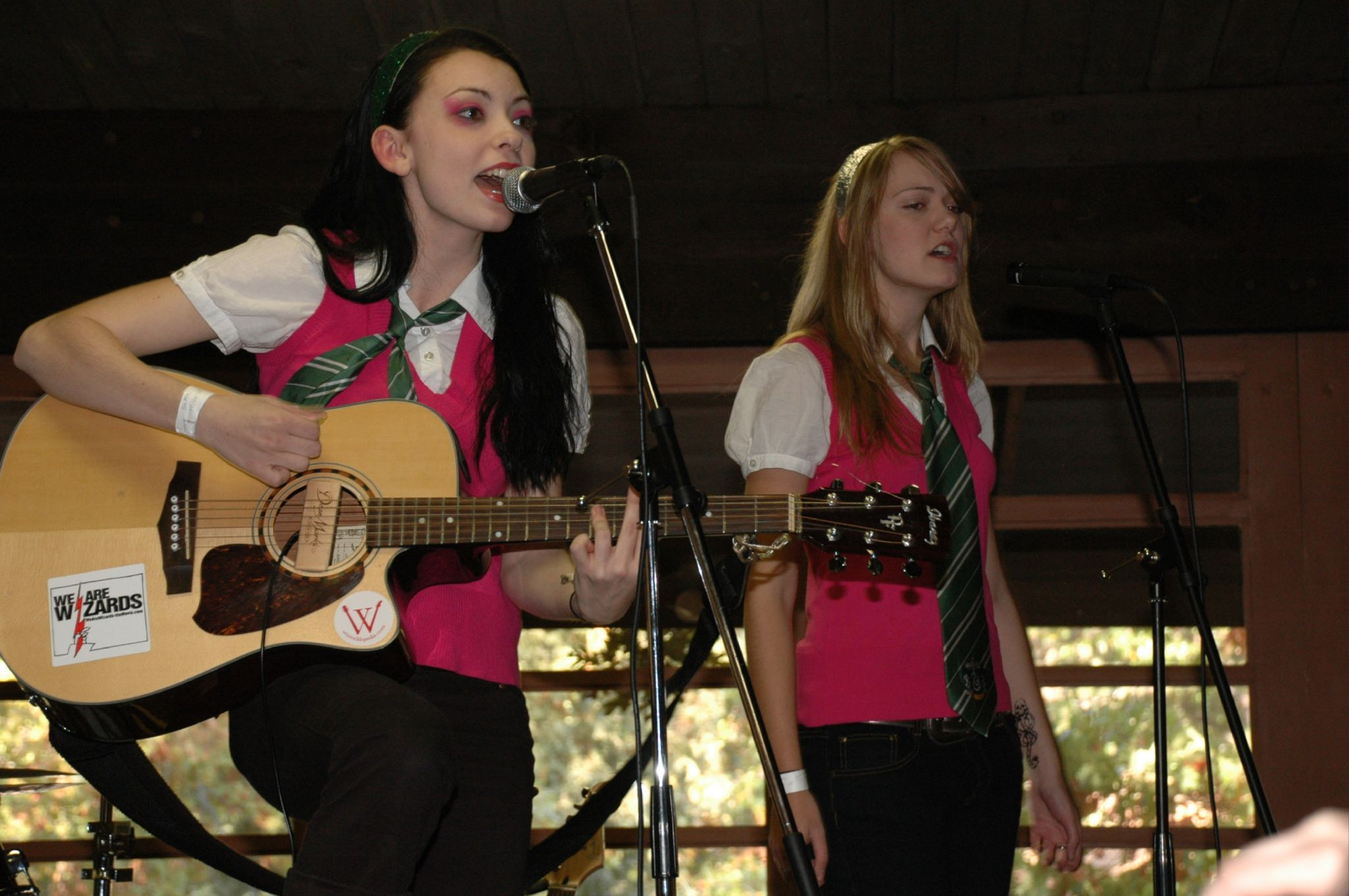
The Parselmouths en 2007, au principal festival de wizard rock, Wrockstock, à Potosi, aux États-Unis.

À l'université du Michigan en 2009, StarKid Productions a interprété une parodie musicale originale de la série Harry Potter, intitulée A Very Potter Musical. La comédie musicale a été récompensée par Entertainment Weekly.
Plus de 400 groupes musicaux de wizard rock (rock « sorcier »), un mouvement né aux États-Unis au début des années 2000, ont également vu le jour. Tous les groupes de wizard rock s'inspirent directement de l'univers de Harry Potter et s'y limitent.
- Harry and the Potters (groupe fondateur du wizard rock en 2002 et porte-drapeau du mouvement)
- Draco and the Malfoys (groupe formé en 2005 parodiant Harry and the Potters)
- The Parselmouths (formé en 2004)
- The Whomping Willows (formé en 2005)
- The Remus Lupins (formé en 2005)

## Produits dérivés
De nombreux produits dérivés sont proposés. La plupart, cependant, étant adaptés davantage des films que des livres Harry Potter (vêtements, accessoires, jouets, jeux de société…). The Noble Collection, spécialiste des répliques d'objets de cinéma, propose notamment des baguettes Harry Potter en résine, ainsi que de nombreux autres objets se référant à l'univers cinématographique de la série.
Depuis 2017, Warner Bros. s'associe avec de nouveaux partenaires afin de développer la franchise dans de nombreuses catégories de produits (jeux de société Winning Moves, Topi Games et Asmodee, scènes Lego, figurines Funko Pop, objets et baguettes magiques Noble Collection, stickers Panini, poupées Mattel, puzzles Ravensburger, Puzz-3D Wrebbit, etc.). En 2020, la licence de jeux et jouets Harry Potter devient la plus dynamique du marché en France, avec une augmentation de ses ventes de 44%.
Les jeux vidéo Harry Potter, bien que se basant sur les événements principaux de l'intrigue des romans, adoptent également l'esthétique des films, sauf le premier opus, développé en 2001, du fait que l'équipe ignorait alors tout de la mise en scène, du script et des scènes importantes du premier film à venir.

### Jeux vidéo
Chaque roman de la série a été adapté en jeu vidéo par Electronic Arts sur diverses plateformes, notamment sur PC (Windows), Game Boy Color, Game Boy Advance, PlayStation, PlayStation 2, Xbox et GameCube. Les trois derniers jeux adaptés sont également disponibles sur Wii. Ce sont des jeux d'action-aventure suivant les événements principaux de l'intrigue des romans et dont la sortie coïncide avec celle des films Harry Potter. Ils sont agrémentés de nombreuses phases de plates-formes et d'affrontements.
- Harry Potter à l'école des sorciers (2001)
- Harry Potter et la Chambre des secrets (2002)
- Harry Potter et le Prisonnier d'Azkaban (2004)
- Harry Potter et la Coupe de feu (2005)
- Harry Potter et l'Ordre du Phénix (2007)
- Harry Potter et le Prince de sang-mêlé (2009)
- Harry Potter et les Reliques de la Mort (2010)

Electronic Arts développe en 2003 une édition spéciale quidditch : Harry Potter : Coupe du monde de quidditch. En 2012 sort Wonderbook: Book of Spells, basé sur l'univers, suivi en 2018 de Harry Potter : Secret à Poudlard, un jeu vidéo de rôle sur android et IOS, puis de Harry Potter: Wizards Unite en 2019, co-développé par Warner Bros Games et Niantic. Ce dernier est basé sur le même concept que celui de Pokémon Go,.
En 2023 sort sur PC, PlayStation, Xbox et Nintendo Switch le jeu RPG Hogwarts Legacy. Développé par Avalanche Software et édité par Warner Bros. Interactive Entertainment, le jeu prend place dans le monde des sorciers à la fin des années 1800. À la fin du premier mois de sa sortie, le jeu a généré un chiffre d'affaires de 850 millions de dollars et s'est vendu à plus de 12 millions d’exemplaires.
On retrouve deux jeux vidéo Lego mettant en scène l'univers de Harry Potter : Lego Harry Potter : Années 1 à 4 et Lego Harry Potter : Années 5 à 7. Ces deux jeux, parus respectivement en 2010 et 2011 et édités par Warner Bros. Interactive Entertainment, sont disponibles sur plusieurs plateformes.

## Ouvrages complémentaires
J. K. Rowling développe l'univers de Harry Potter en publiant de petits livres destinés à des œuvres caritatives,. En 2001, elle publie Vie et habitat des animaux fantastiques (un prétendu manuel scolaire de Poudlard) et Le Quidditch à travers les âges (un livre que Harry lit pour le plaisir). Les recettes de la vente de ces deux livres ont bénéficié à l'organisation caritative Comic Relief. En 2007, Rowling compose sept exemplaires manuscrits des Contes de Beedle le Barde, un recueil de contes de fées qui figure dans le dernier roman, dont l'un a été vendu aux enchères afin de récolter des fonds pour le Children's High Level Group, un fonds destiné aux enfants handicapés mentaux des pays pauvres. Le livre est publié internationalement le 4 décembre 2008,. Rowling écrit également une préquelle de 800 mots en 2008 dans le cadre d'une collecte de fonds organisée par le libraire Waterstones. Ces trois livres contiennent des informations supplémentaires sur le monde des sorciers qui ne figurent pas dans les romans originaux.
Certains des contenus additionnels présents sur le site Pottermore ont été regroupés sous forme de recueils et publiés en 2016 au format numérique : Poudlard : Le Guide pas complet et pas fiable du tout ; Nouvelles de Poudlard : Pouvoir, Politique et Esprits frappeurs enquiquinants et Nouvelles de Poudlard : Héroïsme, Tribulations et Passe-temps dangereux.